# Премія SBS за акторську гру
Премія SBS за акторську гру (кор. SBS 연기대상, англ. SBS Drama Awards) — щорічна південнокорейська премія, що присвоюється за видатні заслуги у сфері корейських драм та в телевізійній сфері. Премію було заснована у 1992 році каналом Seoul Broadcasting System. Церемонія проходить 31 грудня кожного року.

## Зміни назви премії
- 1-а назва: Премія SBS «Зірки року» (кор. SBS 올해의 스타상) (1992)
- 2-а назва: Премія SBS зіркам (кор. SBS 스타상) (1993 — 1995)
- 3-я назва: Премія SBS за акторську гру (кор. SBS 연기대상) (1996 — 2013)
- 4-а назва: Премія за акторську гру Фестивалю премій SBS (кор. SAF 연기대상) (2014 — 2016)
- 5-а назва: Премія SBS за акторську гру (кор. SBS 연기대상) (2017 — наш час)

## Категорії
- Великий приз
- Нагорода за високу майстерність
- Нагорода за майстерність
- Режисерська/продюсерська нагорода[a]
- Найкращий актор другого плану
- Найкраща акторка другого плану
- Найкращий новий актор
- Найкраща нова акторка
- Найкращий юний актор
- Найкраща юна акторка
- Найкраща пара
- Нагорода за досягнення

## Великий приз (Тесан)
| №  | Рік  | Переможець             | Робота                           | Примітки      |
| -- | ---- | ---------------------- | -------------------------------- | ------------- |
| 2  | 1993 | Лі Мі Сук              | «Як справи у твого чоловіка?»    | [ 1 ] [ 2 ]   |
| 3  | 1994 | Чхве Мьон Ґіль         | «Весілля»                        | [ 3 ]         |
| 4  | 1995 | Чхве Мін Су            | «Пісковий годинник»              | [ 4 ]         |
| 5  | 1996 | Пак Кин Хьон           | «Братерська річка»               | [ 5 ] [ 6 ]   |
| —  | 1997 | —                      | —                                | —             |
| 6  | 1998 | Кім Хі Сон             | «Пан Q»                          | [ 7 ]         |
| 7  | 1999 | Сім Ин Ха              | «Пастка для молоді»              |               |
| 8  | 2000 | Ко Ду Сім              | «Чесноти»                        | [ 8 ]         |
| 9  | 2001 | Кан Су Йон, Чон Ін Хва | «Леді палацу»                    | [ 9 ]         |
| 10 | 2002 | Ан Че Мо               | «Сільський період»               | [ 10 ]        |
| 11 | 2003 | Лі Бьон Хон            | «Ва-банк»                        | [ 11 ]        |
| 12 | 2004 | Пак Сін Ян, Кім Чон Ин | «Коханці в Парижі»               | [ 12 ]        |
| 13 | 2005 | Чон То Йон             | «Коханці у Празі»                | [ 13 ]        |
| 14 | 2006 | Хан Хє Сук             | «Дороге Небо»                    | [ 14 ]        |
| 15 | 2007 | Пак Сін Ян             | «Війна грошей»                   | [ 15 ]        |
| 15 | 2007 | Кім Хі Е               | «Жінка мого чоловіка»            | [ 15 ]        |
| 16 | 2008 | Мун Гин Йон            | «Художник вітру»                 | [ 16 ]        |
| 17 | 2009 | Чан Со Хі              | «Спокуса дружини»                | [ 17 ] [ 18 ] |
| 18 | 2010 | Ко Хьон Чон            | «Велика річ»                     | [ 19 ]        |
| 19 | 2011 | Хан Сок Кю             | «Дерево з глибоким корінням»     | [ 20 ] [ 21 ] |
| 20 | 2012 | Сон Хьон Чжу           | «Переслідувач»                   | [ 22 ]        |
| 21 | 2013 | Лі Бо Йон              | «Я можу почути твій голос»       | [ 23 ]        |
| 22 | 2014 | Чон Чі Хьон            | «Людина з зірки»                 | [ 24 ]        |
| 23 | 2015 | Чу Вон                 | «Йон Пхаль»                      | [ 25 ]        |
| 24 | 2016 | Хан Сок Кю             | «Романтичний лікар, вчитель Кім» | [ 26 ] [ 27 ] |
| 25 | 2017 | Чі Сон                 | «Невинний підсудний»             | [ 28 ] [ 29 ] |
| 26 | 2018 | Кам У Сон              | «Чи варто нам цілуватися?»       | [ 30 ]        |
| 26 | 2018 | Кім Сон А              | «Чи варто нам цілуватися?»       | [ 30 ]        |
| 27 | 2019 | Кім Нам Ґіль           | «Запальний священник»            | [ 31 ]        |
| 28 | 2020 | Нам Кун Мін            | «Міжсезонна ліга»                | [ 32 ]        |
| 29 | 2021 | Кім Со Йон             | «Пентхаус»                       | [ 33 ]        |
| 30 | 2022 | Кім Нам Ґіль           | «Через темряву»                  | [ 34 ] [ 35 ] |
| 31 | 2023 | Лі Че Хун              | «Таксист 2»                      | [ 36 ] [ 37 ] |
| 31 | 2023 | Кім Тхе Рі             | «Злий дух»                       | [ 36 ] [ 37 ] |
| 32 | 2024 | Чан На Ра              | «Хороший партнер»                | [ 38 ] [ 39 ] |

## Спеціальна нагорода SBS
| Рік  | Переможець | Робота                  |
| ---- | ---------- | ----------------------- |
| 2013 | Чо Ін Сон  | «Цією зимою, вітер дує» |
| 2014 | Лі Чон Сок | «Піноккіо»              |

## Нагорода за високу майстерність

### Найкращий актор/акторка
| Рік  | Переможці      | Переможці                                            | Переможці     | Переможці                        |
| Рік  | Актор          | Робота                                               | Акторка       | Робота                           |
| ---- | -------------- | ---------------------------------------------------- | ------------- | -------------------------------- |
| 1993 | Пак Чун Хун    | «Далека річка Ссонба»                                | Кім Хє Сон    | «Жити», «До дорогих інших людей» |
| 1994 | Хан Чін Хі     | «Прощання»                                           | Чхве Чін Сіль | «Аромат кохання»                 |
| 1995 | Пак Сан Вон    | «Відлига», «Пісковий годинник»                       | Чхве Чін Сіль | «Джаз», «Асфальтова людина»      |
| 1996 | Лі Чон Гіль    | «Початок щастя»                                      | Лі Хві Хян    | «Початок щастя»                  |
| 1998 | Кім Мін Джон   | «Пан Q»                                              | Лі Йон Е      | «Романтика»                      |
| 1999 | Лі Кин Йон     | «Історія кохання: Роза», «Кристал»                   | Кім Йон Е     | «Хвилі»                          |
| 2000 | Пак Ін Хван    | «Земля Ван Руна»                                     | Чхе Сі Ра     | «Оплески для жінок»              |
| 2001 | Чо Че Хьон     | «Піаніно»                                            | То Чі Вон     | «Леді палацу»                    |
| 2002 | Чан Хьок       | «Великі амбіції», «Щаслива історія яскравої дівчини» | Чон То Йон    | «Постріл по зіркам»              |
| 2003 | Чха Ін Пхьо    | «Ідельне кохання»                                    | Сон Хє Кьо    | «Ва-банк»                        |
| 2004 | Чо Ін Сон      | «Щось трапилося у Балі»                              | Ха Чі Вон     | «Щось трапилося в Балі»          |
| 2005 | Кім Чу Хьок    | «Коханці у Празі»                                    | Кім Мі Сок    | «Умови королеви»                 |
| 2006 | Кім Кап Су     | «Йон Кесомун»                                        | Сон Йо Джін   | «Самотність в коханні»           |
| 2007 | Чон Кван Рьоль | «Король та я»                                        | Лі Йо Вон     | «Хірург Пон Таль Хі»             |
| 2007 | Чон Кван Рьоль | «Король та я»                                        | Пак Чін Хі    | «Війна грошей»                   |
| 2008 | Лі Джун Гі     | «Ільджіме»                                           | Кім Ха Ниль   | «В ефірі»                        |
| 2008 | Лі Джун Гі     | «Ільджіме»                                           | Сон Юн А      | «В ефірі»                        |
| 2009 | Со Чі Соп      | «Каїн і Авель»                                       | Кім Мі Сок    | «Діамантовий спадок»             |

### Найкращий комік
| Рік  | Переможець  | Робота         |
| ---- | ----------- | -------------- |
| 1993 | Кім Мі Хва  | Н/Д            |
| 1994 | Лі Пон Вон  | «Хороші друзі» |
| 1995 | Чхве Ян Рак | Н/Д            |

### Найкращий актор/акторка мінісеріалу
| Рік  | Переможці  | Переможці                   | Переможці    | Переможці                     |
| Рік  | Актор      | Робота                      | Акторка      | Робота                        |
| ---- | ---------- | --------------------------- | ------------ | ----------------------------- |
| 2012 | Лі Мін Хо  | «Віра»                      | Чон Рьо Вон  | «Історія продавця»            |
| 2013 | Со Чі Соп  | «Повелитель сонця»          | Сон Хє Кьо   | «Цією зимою, вітер дує»       |
| 2014 | Пак Ю Чхон | «Три дні»                   | Кон Хьо Джін | «Це нормально, бо це кохання» |
| 2015 | Пак Ю Чхон | «Дівчина, яка бачить запах» | Кім Те Хі    | «Йон Пхаль»                   |
| 2019 | Лі Син Ґі  | «Вагабонд»                  | Пе Сюзі      | «Вагабонд»                    |

### Найкращий актор середньотривалої драми
| Рік  | Переможці   | Переможці                        | Переможці      | Переможці             |
| Рік  | Актор       | Робота                           | Акторка        | Робота                |
| ---- | ----------- | -------------------------------- | -------------- | --------------------- |
| 2010 | Хьон Бін    | «Таємний сад»                    | Ха Чі Вон      | «Таємний сад»         |
| 2010 | Квон Сан У  | «Велика річ»                     | Ха Чі Вон      | «Таємний сад»         |
| 2011 | Чі Сон      | «Врятувати боса»                 | Чхве Кан Хі    | «Врятувати боса»      |
| 2011 | Лі Мін Хо   | «Міський мисливець»              | Чхве Кан Хі    | «Врятувати боса»      |
| 2012 | Со Чі Соп   | «Фантом»                         | Хан Чі Мін     | «Принц з даху»        |
| 2013 | Лі Мін Хо   | «Спадкоємці»                     | Лі Йо Вон      | «Золота імперія»      |
| 2014 | Кім Су Хьон | «Людина з зірки»                 | Пак Сін Хє     | «Піноккіо»            |
| 2015 | Ю Чун Сан   | «Почув це через виноградну лозу» | Чхве Мьон Ґіль | «Удар»                |
| 2015 | Чо Че Хьон  | «Удар»                           | Чхве Мьон Ґіль | «Удар»                |
| 2019 | Чо Чон Сок  | «Квітка Нокту»                   | Лі Ха Ні       | «Запальний священник» |
| 2020 | Ом Кі Джун  | «Пентхаус»                       | Кім Со Йон     | «Пентхаус»            |
| 2020 | Ом Кі Джун  | «Пентхаус»                       | Євгенія        | «Пентхаус»            |
| 2020 | Ом Кі Джун  | «Пентхаус»                       | Лі Чі А        | «Пентхаус»            |

### Найкращий актор/акторка у спеціальнозапланованій драмі
| Рік  | Переможці  | Переможці              | Переможці  | Переможці              |
| Рік  | Актор      | Робота                 | Акторка    | Робота                 |
| ---- | ---------- | ---------------------- | ---------- | ---------------------- |
| 2010 | Лі Пом Су  | «Гігант»               | Кім Чон Ин | «Я — легенда»          |
| 2011 | Чан Хьок   | «Мідас»                | Су Е       | «Обіцянка тисячі днів» |
| 2011 | Кім Ре Вон | «Обіцянка тисячі днів» | Су Е       | «Обіцянка тисячі днів» |

### Найкращий актор/акторка довготривалої драми
| Рік  | Переможці      | Переможці                                   | Переможці    | Переможці                   |
| Рік  | Актор          | Робота                                      | Акторка      | Робота                      |
| ---- | -------------- | ------------------------------------------- | ------------ | --------------------------- |
| 2010 | Сон Хьон Чжу   | «Виразні сусіди»                            | Ю Хо Джон    | «Виразні сусіди»            |
| 2011 | Лі Дон Ук      | «Аромат жінки»                              | Кім Сон А    | «Аромат жінки»              |
| 2012 | Чан Тон Ґон    | «Гідність джентльмена»                      | Кім Ха Ниль  | «Гідність джентльмена»      |
| 2013 | Чон Кван Рьоль | «Пристрасне кохання»                        | Нам Сан Мі   | «Богині весілля»            |
| 2014 | Лі Че Хун      | «Теємні двері»                              | Хван Чон Им  | «Нескінчене кохання»        |
| 2015 | Ю А Ін         | «Шість літаючих драконів»                   | Кім Хьон Джу | «Я маю роман»               |
| 2016 | Чан Гин Сок    | «Королівський гравець»                      | Кім Хе Сук   | «Так, ось так йдуть справи» |
| 2019 | Со То Йон      | «Каннамський скандал», «Хочеш покуштувати?» | Сім І Йон    | «Хочеш покуштувати?»        |

### Найкращий актор/акторка жанрової і фентезійної драми
| Рік  | Переможці  | Переможці               | Переможці  | Переможці |
| Рік  | Актор      | Робота                  | Акторка    | Робота    |
| ---- | ---------- | ----------------------- | ---------- | --------- |
| 2016 | Кім Ре Вон | «Лікарі»                | Пак Сін Хє | «Лікарі»  |
| 2016 | Лі Мін Хо  | «Легенда про синє море» | Пак Сін Хє | «Лікарі»  |

### Найкращий актор/акторка романтично-комедійної драми
| Рік  | Переможці   | Переможці         | Переможці    | Переможці        |
| Рік  | Актор       | Робота            | Акторка      | Робота           |
| ---- | ----------- | ----------------- | ------------ | ---------------- |
| 2016 | Чо Чон Сок  | «Навіть не мрій»  | Кон Хьо Джін | «Навіть не мрій» |
| 2016 | Нам Кун Мін | «Красуня Кон Сім» | Кон Хьо Джін | «Навіть не мрій» |

### Найкращий актор/акторка понеділко-вівторкової драми
| Рік  | Переможці   | Переможці              | Переможці  | Переможці |
| Рік  | Актор       | Робота                 | Акторка    | Робота    |
| ---- | ----------- | ---------------------- | ---------- | --------- |
| 2017 | Нам Кун Мін | «Спотворені»           | Лі Бо Йон  | «Шепіт»   |
| 2018 | Лі Че Хун   | «Куди злітаються зорі» | Сін Хє Сон | «Досі 17» |

### Найкращий актор/акторка середо-четвергової драми
| Рік  | Переможці     | Переможці             | Переможці | Переможці             |
| Рік  | Актор         | Робота                | Акторка   | Робота                |
| ---- | ------------- | --------------------- | --------- | --------------------- |
| 2017 | Лі Чон Сок    | «Доки ти спала»       | Пе Сюзі   | «Доки ти спала»       |
| 2018 | Чхве Чін Хьок | «Остання імператриця» | Чан На Ра | «Остання імператриця» |
| 2018 | Сін Сон Рок   | «Остання імператриця» | Чан На Ра | «Остання імператриця» |

### Найкращий актор/акторка щоденної/суботньо-недільної драми
| Рік  | Переможці   | Переможці                        | Переможці | Переможці      |
| Рік  | Актор       | Робота                           | Акторка   | Робота         |
| ---- | ----------- | -------------------------------- | --------- | -------------- |
| 2017 | Сон Чан Мін | «Гурт сестер»                    | Чан Со Хі | «Гурт сестер»  |
| 2018 | Кім Че Вон  | «Дозвольте менії її представити» | Сон Юн А  | «Таємна матір» |

### Найкраща акторка/акторка фентезійного/романтичного мінісеріалу
| Рік  | Переможці | Переможці               | Переможці | Переможці                |
| Рік  | Актор     | Робота                  | Акторка   | Робота                   |
| ---- | --------- | ----------------------- | --------- | ------------------------ |
| 2020 | Лі Мін Хо | «Король: Вічний монарх» | Пак Ин Бі | «Вам подобається Брамс?» |

### Найкращий актор/акторка жанрового/екшн мінісеріалу
| Рік  | Переможці  | Переможці       | Переможці   | Переможці       |
| Рік  | Актор      | Робота          | Акторка     | Робота          |
| ---- | ---------- | --------------- | ----------- | --------------- |
| 2020 | Чу Чі Хун  | «Гієна»         | Кім Со Хьон | «Ніхто не знає» |
| 2023 | Пак Сон Ун | «Вбивчий голос» | Мун Чхе Вон | «Розплата»      |
| 2024 | Ан Бо Хьон | «Флекс і коп»   | Чон Мідо    | «Зв'язок»       |

### Найкращий актор/акторка жанрового/фентезійного мінісеріалу
| Рік  | Переможці  | Переможці                       | Переможці                       | Переможці    | Переможці                       | Переможці                 |
| Рік  | Актор      | Категорія                       | Робота                          | Акторка      | Категорія                       | Робота                    |
| ---- | ---------- | ------------------------------- | ------------------------------- | ------------ | ------------------------------- | ------------------------- |
| 2021 | Лі Че Хун  | Жанровий/фентезійний мінісеріал | «Таксист»                       | Кім Ю Чон    | Жанровий/фентезійний мінісеріал | «Закохані багряних небес» |
| 2022 | Лі Джун Гі | Фентезійний мінісеріал          | «Знову моє життя»               | Со Хьон Джін | Жанровий мінісеріал             | «Чому вона»               |
| 2022 | Кім Ре Вон | Жанровий мінісеріал             | «Перші, хто приїхали на виклик» | Со Хьон Джін | Жанровий мінісеріал             | «Чому вона»               |
| 2022 | Хо Джун Хо | Жанровий мінісеріал             | «Чому вона»                     | Со Хьон Джін | Жанровий мінісеріал             | «Чому вона»               |

### Найкращий актор/акторка романтичного/комедійного мінісеріалу
| Рік  | Переможці  | Переможці           | Переможці   | Переможці           |
| Рік  | Актор      | Робота              | Акторка     | Робота              |
| ---- | ---------- | ------------------- | ----------- | ------------------- |
| 2021 | Лі Сан Юн  | «Одна жінка»        | Лі Ха Ні    | «Одна жінка»        |
| 2022 | Ан Хьо Соп | «Ділова пропозиція» | Кім Се Джон | «Ділова пропозиція» |
| 2023 | Сон Кан    | «Мій коханий демон» | Кім Ю Чон   | «Мій коханий демон» |

### Найкращий актор/акторка багатосезонної драми
| Рік  | Переможці   | Переможці                          | Переможці   | Переможці                          |
| Рік  | Актор       | Робота                             | Акторка     | Робота                             |
| ---- | ----------- | ---------------------------------- | ----------- | ---------------------------------- |
| 2023 | Ан Хьо Соп  | «Романтичний лікар, вчитель Кім 3» | Лі Сон Ґьон | «Романтичний лікар, вчитель Кім 3» |
| 2024 | Кім Намґіль | «Запальний священник 2»            | Лі Хані     | «Запальний священник 2»            |

### Найкращий актор/акторка гуманістичного/фентезійного мінісеріалу
| Рік  | Переможці  | Переможці       | Переможці   | Переможці         |
| Рік  | Актор      | Робота          | Акторка     | Робота            |
| ---- | ---------- | --------------- | ----------- | ----------------- |
| 2024 | Кім Джейон | «Суддя з пекла» | Нам Джіхьон | «Хороший партнер» |

## Нагорода за майстерність

### Найкращий актор/акторка
| Рік  | Переможці    | Переможці                         | Переможці    | Переможці                                                                                              |
| Рік  | Актор        | Робота                            | Акторка      | Робота                                                                                                 |
| ---- | ------------ | --------------------------------- | ------------ | --- |
| 1994 | Ю Тон Ґин    | «Метод життя: Чоловіки»           | Ю Хо Джон    | «Одруження», «Прощання»                                                                                |
| 1995 | Чу Хьон      | «Тітка Ок»                        | Кім Вон Хі   | «Чан Хі Бін», «Метод життя: Жінки»                                                                     |
| 1996 | Чо Мін Кі    | «Міські чоловіки і жінки»         | Кім Нам Джу  | «Міські чоловіки і жінки»                                                                              |
| 1998 | Лін Кин Йон  | «Романтика», «Ин Сіль»            | Сон Юн А     | «Пан Q», «Спеціальний літній горор у вісьмох серіях: Очі страху» (кор. 납량특선 8부작 - 공포의 눈동자) |
| 1999 | Кім Сок Хун  | «Помідор»                         | Ю Хо Джон    | «Пастка для молоді»                                                                                    |
| 2000 | Кім Сан Джун | «Легенди кохання», «Поліція SWAT» | Кім Хьон Джу | «Історія кохання: Безсонниця, керівництво та апельсиновий сік», «Чесноти»                              |
| 2000 | Кім Сан Джун | «Легенди кохання», «Поліція SWAT» | Кан Сон Йон  | «Чесноти», «Новачок»                                                                                   |
| 2001 | Ан Че Мо     | «Сільський період»                | Чхве Чі У    | «Прекрасні дні»                                                                                        |
| 2001 | Кім Мін Джон | «Янгол-охоронець»                 | Кім Мін Сук  | «Добре відома жінка»                                                                                   |
| 2001 | Но Чу Хьон   | «Чому ми не можеми зупинити їх»   | Кім Вон Хі   | «Милий! Милий!»                                                                                        |
| 2001 | Сону Че Док  | «Ранок без розлучення»            | Сон Чхе Хван | «Ранок без розлучення», «Метод життя: пара»                                                            |

### Найкращий комік
| Рік        | Переможець  |
| ---------- | ----------- |
| 1994       | Сін Тон Йоп |
| 1995       | Сін Тон Йоп |
| Кім Мі Хва |             |

### Найкращий актор/акторка мінісеріалу
| Рік  | Переможці    | Переможці                       | Переможці    | Переможці                       |
| Рік  | Актор        | Робота                          | Акторка      | Робота                          |
| ---- | ------------ | ------------------------------- | ------------ | ------------------------------- |
| 2006 | Ерік Мун     | «Невразливий агент-парашутист»  | Сім Хє Джін  | «Будь ласка, повернись, Сун Е»  |
| 2007 | Кім Сан Джун | «Жінка мого чоловіка»           | Ха Хі Ра     | «Поспій за каннамськими мамами» |
| 2007 | Ю Чун Сан    | «Поспій за каннамськими мамами» | Ха Хі Ра     | «Поспій за каннамськими мамами» |
| 2012 | Кім Сан Чун  | «Переслідувач»                  | Кім Сон Рьон | «Переслідувач»                  |
| 2013 | Лі Чон Сок   | «Я можу почути твій голос»      | Сон Ю Рі     | «Таємниця народження»           |
| 2014 | Сон Тон Іль  | «Це нормально, бо це кохання»   | Со І Хьон    | «Три дні»                       |
| 2015 | Пак Хьон Сік | «Вище суспільство»              | Мун Гин Йон  | «Село: Секрет Ачіари»           |
| 2019 | Лі Сан Юн    | «VIP»                           | Лі Се Йон    | «Лікар Джон»                    |

### Найкращий актор/акторка спеціальної драми
| Рік  | Переможці    | Переможці                           | Переможці    | Переможці                           |
| Рік  | Актор        | Робота                              | Акторка      | Робота                              |
| ---- | ------------ | ----------------------------------- | ------------ | ----------------------------------- |
| 2002 | Ко Су        | «Вік невинності»                    | Кім Чі Хо    | «Прихилність»                       |
| 2003 | Чі Сон       | «Ва-банк»                           | Чхве Чі У    | «Сходи до небес»                    |
| 2003 | Чу Чін Мо    | «Удар»                              | Чхве Чі У    | «Сходи до небес»                    |
| 2004 | Чі Чін Хі    | «Квест пані Кім на мільйон доларів» | Кім Хьон Джу | «Квест пані Кім на мільйон доларів» |
| 2005 | Сон Чхан Мін | «Погана домогосподарка»             | Лі Да Хе     | «Зелена троянда», «Моя дівчина»     |
| 2008 | Пак Йон Ха   | «В ефірі»                           | Чхве Кан Хі  | «Моя солодка душа»                  |
| 2009 | Чха Син Вон  | «Ратуша»                            | Кім Сон А    | «Ратуша»                            |
| 2010 | Лі Син Ґі    | «Моя дівчина — куміхо»              | Сін Мін А    | «Моя дівчина — куміхо»              |
| 2011 | Чон Кьо Ун   | «Знак»                              | Сін Се Кьон  | «Дерево з глибоким корінням»        |
| 2012 | Пак Ю Чхон   | «Принц з даху»                      | Чон Ю Мі     | «Принц з даху»                      |

### Найкращий актор/акторка середньотривалої драми
| Рік  | Переможці    | Переможці                     | Переможці   | Переможці                        |
| Рік  | Актор        | Робота                        | Акторка     | Робота                           |
| ---- | ------------ | ----------------------------- | ----------- | -------------------------------- |
| 2013 | Сон Тон Іль  | «Чан Ок Чон, жити з коханням» | Пак Сін Хє  | «Спадкоємці»                     |
| 2014 | Сін Сон Рок  | «Людина з зірки»              | Ха Є Силь   | «Народження краси»               |
| 2015 | Чу Чі Хун    | «Маска»                       | Ко А Сон    | «Почув це через виноградну лозу» |
| 2019 | Кім Сон Кьон | «Запальний священник»         | Хан Є Рі    | «Квітка Нокту»                   |
| 2020 | Пон Тхе Ґю   | «Пентхаус»                    | Сін Ин Ґьон | «Пентхаус»                       |
| 2020 | Юн Чон Хун   | «Пентхаус»                    | Сін Ин Ґьон | «Пентхаус»                       |

### Найкращий актор/акторка у спеціальнозапланованій драмі
| Рік  | Переможці      | Переможці                           | Переможці    | Переможці              |
| Рік  | Актор          | Робота                              | Акторка      | Робота                 |
| ---- | -------------- | ----------------------------------- | ------------ | ---------------------- |
| 2002 | Хан Че Сок     | «Великі амбіції»                    | Кім Хьон Джу | «Скляні капці»         |
| 2003 | Со Чі Соп      | «Тисячі років кохання»              | Сон Ю Рі     | «Тисячі років кохання» |
| 2004 | Лі Дон Гон     | «Вітражне скло», «Коханці в Парижі» | Сон Юн А     | «У шторм»              |
| 2005 | Ко Су          | «Зелена троянда»                    | Лі Йо Вон    | «Мода 70-их»           |
| 2008 | Чан Хьок       | «Тхачча»                            | Хан Є Силь   | «Тхачча»               |
| 2009 | Лі Син Ґі      | «Діамантовий спадок»                | Хан Хьо Джу  | «Діамантовий спадок»   |
| 2009 | Пак Сі Ху      | «Родинна честь»                     | Хан Хьо Джу  | «Діамантовий спадок»   |
| 2010 | Чон По Сок     | «Гігант»                            | Пак Чі Хі    | «Гігант»               |
| 2011 | Чон Кван Рьоль | «Воїн Пек Тон Су»                   | Юн Со І      | «Воїн Пек Тон Су»      |

### Найкращий актор/акторка довготривалої драми
| Рік  | Переможці     | Переможці                   | Переможці      | Переможці                 |
| Рік  | Актор         | Робота                      | Акторка        | Робота                    |
| ---- | ------------- | --------------------------- | -------------- | ------------------------- |
| 2002 | Кім Тхе У     | «Та жінка, що ловить людей» | Кім Чі Су      | «Як проточна річка»       |
| 2003 | Кім Йон Чхоль | «Сільський період»          | Чхве Мьон Ґіль | «Південний бік сонця»     |
| 2004 | Лі Сун Дже    | «Земля»                     | Ю Сон          | «У шторм»                 |
| 2005 | Ю Чун Сан     | «Земля»                     | Кьон Мі Рі     | «Кохання і симпатія»      |
| 2006 | Лі Хун        | «Кохання і амбіції»         | Кім Чі Йон     | «Моє негарне кохання»     |
| 2007 | Ім Чхе Му     | «Золота наречена»           | Кьон Мі Рі     | «Золота наречена»         |
| 2007 | О Ман Сок     | «Король та я»               | Ю Сон          | «Та жінка — страшна»      |
| 2008 | А Не Сан      | «Клуб перших дружин»        | Кім Хє Сон     | «Клуб перших дружин»      |
| 2008 | А Не Сан      | «Клуб перших дружин»        | О Хьон Кьон    | «Клуб перших дружин»      |
| 2009 | Пьон У Мін    | «Спокуса дружини»           | Кім Со Хьон    | «Спокуса дружини»         |
| 2010 | Сон Чхан Ий   | «Життя прекрасне»           | Кан Сон Йон    | «Дружина повертається»    |
| 2011 | Ом Кі Джун    | «Аромат жінки»              | Лі Со Йон      | «Моє кохання біля мене»   |
| 2012 | Кім Су Ро     | «Гідність джентльмена»      | Сін Ин Кьон    | «Досі ти»                 |
| 2013 | Кім Чі Хун    | «Богині весілля»            | Ван Піт На     | «Кімната двох жінок»      |
| 2014 | Сон Чхан Ий   | «Тричі одружена жінка»      | Чхве Чон Йон   | «Скандал у Чхондам-доні»  |
| 2015 | Пьон Йо Хан   | «Шість літаючих драконів»   | Сін Се Кьон    | «Шість літаючих драконів» |
| 2016 | Йо Чін Ку     | «Королівський гравець»      | Кім Чі Йон     | «І тут приходить кохання» |

### Найкращий актор/акторка короткої драми
| Рік  | Переможці  | Переможці                    | Переможці   | Переможці                  |
| Рік  | Актор      | Робота                       | Акторка     | Робота                     |
| ---- | ---------- | ---------------------------- | ----------- | -------------------------- |
| 2002 | Сін Ґу     | «Ти є моїм світом»           | На Мун Хі   | «Ти є моїм світом»         |
| 2003 | Кім Йон Хо | «Ан Сук»                     | Ко Ду Сім   | «Тотхорімук»               |
| 2003 | Сон Чі Ру  | «Ан Сук»                     | Ко Ду Сім   | «Тотхорімук»               |
| 2005 | —          | —                            | Ха Хі Ра    | «Моє кохання, Тхорам»      |
| 2013 | Чон Ин У   | «Незнайомець»                | Кім Мін Сук | «Справа №113»              |
| 2014 | Лі Ток Хва | «Чудовий день у жовтні»      | О Хьон Ґьон | «Мамин вибір»              |
| 2015 | Лі Хан Ві  | «Моя мати — це моя невістка» | Чон Мі Сон  | «Повернення Хван Ким Бока» |

### Найкращий актор/акторка фентезійної драми
| Рік  | Переможці   | Переможці                            | Переможці | Переможці                        |
| Рік  | Актор       | Робота                               | Акторка   | Робота                           |
| ---- | ----------- | ------------------------------------ | --------- | -------------------------------- |
| 2016 | Кан Ха Ниль | «Любителі місяця: Червоне серце Рьо» | О Йон Со  | «Будь ласка, поверністься, пане» |

### Найкращий актор/акторка жанрової драми
| Рік  | Переможці | Переможці                        | Переможці    | Переможці                        |
| Рік  | Актор     | Робота                           | Акторка      | Робота                           |
| ---- | --------- | -------------------------------- | ------------ | -------------------------------- |
| 2016 | Ю Син Хо  | «Пам'ятай»                       | Со Хьон Джін | «Романтичний лікар, вчитель Кім» |
| 2016 | Ю Йон Сок | «Романтичний лікар, вчитель Кім» | Со Хьон Джін | «Романтичний лікар, вчитель Кім» |

### Найкращий актор/акторка романтично-комедійної драми
| Рік  | Переможці    | Переможці | Переможці | Переможці        |
| Рік  | Актор        | Робота    | Акторка   | Робота           |
| ---- | ------------ | --------- | --------- | ---------------- |
| 2016 | Кан Мін Хьок | «Шоумен»  | Пан Мін А | «Красуня Кон Сім |

### Найкращий актор/акторка понеділко-вівторкової драми
| Рік  | Переможці  | Переможці | Переможці  | Переможці              |
| Рік  | Актор      | Робота    | Акторка    | Робота                 |
| ---- | ---------- | --------- | ---------- | ---------------------- |
| 2017 | Квон Юль   | «Шепіт»   | Пак Се Йон | «Шепіт»                |
| 2018 | Ян Се Джон | «Досі 17» | Чхе Су Бін | «Куди злітаються зорі» |

### Найкращий актор/акторка середо-четвергової драми
| Рік  | Переможці  | Переможці       | Переможці   | Переможці            |
| Рік  | Актор      | Робота          | Акторка     | Робота               |
| ---- | ---------- | --------------- | ----------- | -------------------- |
| 2017 | Лі Сан Йоп | «Доки ти спала» | Нам Чі Хьон | «Підозрілий партнер» |
| 2018 | Юн Чі Юн   | «Ваша честь»    | Со Чі Хє    | «Серцеві хірурги»    |

### Найкращий актор/акторка щоденної/суботньо-недільної драми
| Рік  | Переможці | Переможці           | Переможці  | Переможці     |
| Рік  | Актор     | Робота              | Акторка    | Робота        |
| ---- | --------- | ------------------- | ---------- | ------------- |
| 2017 | А Не Сан  | «Гурт сестер»       | Сон Йо Ин  | «Гурт сестер» |
| 2018 | Чон Ун Ін | «Пані Ма, відплата» | Кім Со Йон | «Таємна мати» |

### Найкращий актор/акторка фентезійного/романтичного мінісеріалу
| Рік  | Переможці   | Переможці                | Переможці | Переможці                       |
| Рік  | Актор       | Робота                   | Акторка   | Робота                          |
| ---- | ----------- | ------------------------ | --------- | ------------------------------- |
| 2020 | Кім Мін Дже | «Вам подобається Брамс?» | Кім Ю Чон | «Цілодобовий магазин Сет Бьоль» |

### Найкращий актор/акторка жанрового/екшн мінісеріалу
| Рік  | Переможці  | Переможці                          | Переможці   | Переможці                          |
| Рік  | Актор      | Робота                             | Акторка     | Робота                             |
| ---- | ---------- | ---------------------------------- | ----------- | ---------------------------------- |
| 2020 | Ан Хьо Соп | «Романтичний лікар, вчитель Кім 2» | Лі Сон Ґьон | «Романтичний лікар, вчитель Кім 2» |
| 2023 | Лі Джун    | «Втеча сімох»                      | Лі Ю Пі     | «Втеча сімох»                      |
| 2023 | Хон Ґьон   | «Злий дух»                         | Лі Ю Пі     | «Втеча сімох»                      |
| 2024 | Квак Сіян  | «Флекс і коп»                      | Пак Джіхьон | «Флекс і коп»                      |

### Найкращий актор/акторка жанрового/фентезійного мінісеріалу
| Рік  | Переможці  | Переможці                 | Переможці   | Переможці                       |
| Рік  | Актор      | Робота                    | Акторка     | Робота                          |
| ---- | ---------- | ------------------------- | ----------- | ------------------------------- |
| 2021 | Ан Хьо Соп | «Закохані багряних небес» | Ісом        | «Таксист»                       |
| 2022 | Чін Сон Ґю | «Через темряву»           | Кон Син Йон | «Перші, хто приїхали на виклик» |

### Найкращий актор/акторка романтичного/комедійного мінісеріалу
| Рік  | Переможці  | Переможці                      | Переможці  | Переможці                      |
| Рік  | Актор      | Робота                         | Акторка    | Робота                         |
| ---- | ---------- | ------------------------------ | ---------- | ------------------------------ |
| 2021 | Кім Чу Хон | «Тепер, ми розлучаємося»       | Чін Со Йон | «Одна жінка»                   |
| 2022 | Кім Мін Ґю | «Ділова пропозиція»            | Кім Чі Ин  | «Адвокат за один долар»        |
| 2023 | Рьоун      | «Таємний прихисток романтиків» | Сін Є Ин   | «Таємний прихисток романтиків» |

### Найкращий актор/акторка багатосезонної драми
| Рік  | Переможці  | Переможці               | Переможці   | Переможці               |
| Рік  | Актор      | Робота                  | Акторка     | Робота                  |
| ---- | ---------- | ----------------------- | ----------- | ----------------------- |
| 2023 | Сін Че Ха  | «Таксист 2»             | Пхьо Є Джін | «Таксист 2»             |
| 2024 | Кім Сонґюн | «Запальний священник 2» | Кім Хьонсо  | «Запальний священник 2» |
| 2024 | Сон Чжун   | «Запальний священник 2» | Лі Ю Пі     | «Втеча сімох»           |

### Найкращий актор/акторка гуманістичного/фентезійного мінісеріалу
| Рік  | Переможці   | Переможці         | Переможці | Переможці       |
| Рік  | Актор       | Робота            | Акторка   | Робота          |
| ---- | ----------- | ----------------- | --------- | --------------- |
| 2024 | Кім Джунхан | «Хороший партнер» | Кім Айон  | «Суддя з пекла» |
| 2024 | P.O         | «Хороший партнер» |           |                 |

## Нагороди акторам другого плану

### Найкращий актор другого плану
| Рік  | Переможець    | Категорія                            | Робота                                      |
| ---- | ------------- | ------------------------------------ | ------------------------------------------- |
| 1998 | Квон Хе Хьо   | Н/Д                                  | «Пан Q», «Ин Сіль»                          |
| 1999 | Чхо Че Хьон   | Н/Д                                  | «Щасливі разом»                             |
| 2000 | Лі Вон Чон    | Н/Д                                  | «Земля Ван Руна»                            |
| 2001 | Чхве Чон Хван | Н/Д                                  | «Леді палацу»                               |
| 2001 | Сон Хьон Джу  | Н/Д                                  | «Вибачте»                                   |
| 2002 | Лі Вон Чон    | Н/Д                                  | «Сільський період»                          |
| 2002 | Пак Чун Ґю    | Н/Д                                  | «Сільський період»                          |
| 2003 | Хо Чун Хо     | Н/Д                                  | «Ва-банк»                                   |
| 2004 | Рю Су Йон     | Н/Д                                  | «Чан Кіль Сан»                              |
| 2005 | Кім Кап Су    | Н/Д                                  | «Земля»                                     |
| 2006 | Кон Хьон Джін | Мінісеріал                           | «Самотність в коханні»                      |
| 2006 | Чон Но Мін    | Довготривала драма                   | «Кохання і мрії»                            |
| 2007 | Лі Вон Чон    | Спеціальнозапланована драма          | «Війна грощей»                              |
| 2007 | О Те Ґю       | Довготривала драма                   | «Кохання і ненависть», «Клуб перших дружин» |
| 2008 | Лі Мун Сік    | Спеціальна драма                     | «Ільджіме»                                  |
| 2008 | Сон Хьон Джу  | Спеціальнозапланована драма          | «Тхачча»                                    |
| 2008 | Лі Хан Ві     | Довготривала драма                   | «Скляний замок»                             |
| 2009 | Пек Син Хьон  | Спеціальна драма                     | «Каїн та Авель»                             |
| 2009 | Кан Сок У     | Спеціальнозапланована драма          | «Посміхнися, ти»                            |
| 2009 | Чхве Чун Йон  | Довготривала драма                   | «Спокуса дружини»                           |
| 2010 | Лі Че Йон     | Спеціальна драма                     | «Велика річ»                                |
| 2010 | Лі Ток Хва    | Спеціальнозапланована драма          | «Гігант»                                    |
| 2010 | Сін Сон Рок   | Щоденна/суботньо-недільна драма      | «Виразні сусіди»                            |
| 2017 | Кім Вон Хе    | Середо-четвергова драма              | «Доки ти спала»                             |
| 2018 | Ім Вон Хі     | Н/Д                                  | «Вок кохання»                               |
| 2019 | Ко Джун       | Н/Д                                  | «Запальний священник»                       |
| 2020 | Кім Чу Хон    | Н/Д                                  | «Романтичний лікар, вчитель Кім 2»          |
| 2020 | Пак Ин Сок    | Н/Д                                  | «Пентхаус 1»                                |
| 2021 | Кім Ий Сон    | Жанровий/фентезійний мінісеріал      | «Таксист»                                   |
| 2021 | Сон Вон Сок   | Романтичний/комедійний мінісеріал    | «Одна жінка»                                |
| 2022 | Кан Кі Дун    | Жанровий/фентезійний мінісеріал      | «Перші, хто приїхали на виклик»             |
| 2022 | Пак Чін У     | Романтичний/комедійний мінісеріал    | «Адвокат за один долар»                     |
| 2023 | Пе Ю Рам      | Багатосезонна драма                  | «Таксист 2»                                 |
| 2023 | Чан Хьок Джін | Багатосезонна драма                  | «Таксист 2»                                 |
| 2023 | Кім Вон Хі    | Жанровий/екшн мінісеріал             | «Злий дух»                                  |
| 2023 | Чон Сун Вон   | Романтичний/комедійний мінісеріал    | «Мій коханий демон», «Вагонетка»            |
| 2024 | Со Хьону      | Багатосезонна драма                  | «Запальний священник 2»                     |
| 2024 | Квон Юль      | Жанровий/екшн мінісеріал             | «Зв'язок»                                   |
| 2024 | Кім Ґьоннам   | Жанровий/екшн мінісеріал             | «Зв'язок»                                   |
| 2024 | Кім Інґвон    | Гуманістичний/фентезійний мінісеріал | «Суддя з пекла»                             |
| 2024 | Чі Синхьон    | Гуманістичний/фентезійний мінісеріал | «Хороший партнер»                           |

### Найкраща акторка другого плану
| Рік  | Переможець   | Категорія                            | Робота                                |
| ---- | ------------ | ------------------------------------ | ------------------------------------- |
| 1998 | Кім Ин Чон   | Н/Д                                  | «Пан Q», «Ин Сіль»                    |
| 2000 | Кім Сон Рьон | Н/Д                                  | «Чоловік Джульєти»                    |
| 2000 | Лі Мі Йон    | Н/Д                                  | «Хто ви?»                             |
| 2001 | Ха Йон Сук   | Н/Д                                  | «Леді палацу»                         |
| 2002 | Кім Кю Рі    | Н/Д                                  | «Скляні капці»                        |
| 2002 | Лі Се Ин     | Н/Д                                  | «Сільський період»                    |
| 2003 | Кім Чон Хва  | Н/Д                                  | «В сонце»                             |
| 2003 | Ю Сон        | Н/Д                                  | «Південний бік сонця»                 |
| 2004 | Сін І        | Н/Д                                  | «Щось трапилося у Балі»               |
| 2005 | Сон Ок Сук   | Н/Д                                  | «Мода 70-их»                          |
| 2006 | О Юн А       | Мінісеріал                           | «Самотність в коханні»                |
| 2006 | Чху Сан Мі   | Довготривала драма                   | «Кохання і амбіції»                   |
| 2007 | Ха Ю Мі      | Мінісеріал                           | «Жінка мого чоловіка»                 |
| 2007 | Кім Мі Сук   | Мінісеріал                           | «Лобіст»                              |
| 2007 | Лі Се Ин     | Довготривала драма                   | «Йон Кесомун»                         |
| 2008 | Кім Ча Ок    | Спеціальна драма                     | «Мати, що працює»                     |
| 2008 | Кім Со Йон   | Спеціальнозапланована драма          | «Гурман»                              |
| 2008 | Кім Хі Чон   | Довготривала драма                   | «Клуб перших дружин»                  |
| 2009 | На Йон Хі    | Спеціальна драма                     | «Стиль»                               |
| 2009 | Чха Хва Йон  | Спеціальнозапланована драма          | «Спокуса янгола»                      |
| 2009 | Лі Хві Хян   | Довготривала драма                   | «Кохаю тебе тисячю разів»             |
| 2010 | Лі Су Ґьон   | Спеціальна драма                     | «Велика річ»                          |
| 2010 | Хон Чі Мін   | Спеціальнозапланована драма          | «Я — легенда»                         |
| 2010 | Ім Чі Ин     | Щоденна/суботньо-недільна драма      | «Три сестри»                          |
| 2017 | Пак Чін Джу  | Середо-четвергова драма              | «Повторно об'єднанні світи»           |
| 2018 | Є Чі Вон     | Н/Д                                  | «Чи варто нам цілуватися?», «Досі 17» |
| 2019 | Лі Чхон А    | Н/Д                                  | «VIP»                                 |
| 2019 | Мун Чон Хі   | Н/Д                                  | «Вагабонд»                            |
| 2020 | Чін Ґьон     | Н/Д                                  | «Романтичний лікар, вчитель Кім 2»    |
| 2021 | Чха Джійон   | Жанровий/фентезійний мінісеріал      | «Таксист»                             |
| 2021 | Пак Хьо Джу  | Романтичний/комедійний мінісеріал    | «Тепер, ми розлучаємося»              |
| 2022 | Кім Че Ґьон  | Жанровий/фентезійний мінісеріал      | «Знову моє життя»                     |
| 2022 | Кон Мін Чон  | Романтичний/комедійний мінісеріал    | «Адвокат за один долар»               |
| 2023 | Сон Чі Юн    | Багатосезонна драма                  | «Перші, хто приїхали на виклик 2»     |
| 2023 | Со Чон Йон   | Романтичний/комедійний мінісеріал    | «Мій коханий демон», «Вагонетка»      |
| 2024 | Сін Ійон     | Багатосезонна драма                  | «Втеча сімох»                         |
| 2024 | Юн Сабон     | Багатосезонна драма                  | «Зв'язок»                             |
| 2024 | Чон Юмін     | Багатосезонна драма                  | «Зв'язок»                             |
| 2024 | Кім Джехва   | Гуманістичний/фентезійний мінісеріал | «Суддя з пекла»                       |
| 2024 | Кім Хєхва    | Гуманістичний/фентезійний мінісеріал | «Суддя з пекла»                       |

## Нагорода за особливу акторську гру

### Актор
| Рік  | Переможець    | Категорія                   | Робота                           |
| ---- | ------------- | --------------------------- | -------------------------------- |
| 1996 | Мун О Чан     | Н/Д                         | «Злодій»                         |
| 1998 | Лі Нак Хун    | Н/Д                         | «Клініка Сунпхун»                |
| 2011 | Пак Йон Ґю    | Спеціальна драма            | «Врятувати боса»                 |
| 2011 | Юн Че Мун     | Спеціальнозапланована драма | «Мідас»                          |
| 2011 | Чін Тхе Хьон  | Довготривала драма          | «Чиста квітка гарбуза»           |
| 2012 | Лі Док Хва    | Мінісеріал                  | «Історія продавця»               |
| 2012 | Квак То Вон   | Спеціальна драма            | «Фантом»                         |
| 2012 | Кім Мін Джон  | Довготривала драма          | «Гідність джентльмена»           |
| 2012 | Лі Чон Хьок   | Довготривала драма          | «Гідність джентльмена»           |
| 2013 | Чон Ун Ін     | Мінісеріал                  | «Я можу почути твій голос»       |
| 2013 | Лі Хьо Джон   | Спеціальна драма            | «Чан Ок Чон, жити з коханням»    |
| 2013 | Чан Хьон Сон  | Довготривала драма          | «Богині весілля»                 |
| 2014 | Лі Кван Су    | Мінісеріал                  | «Це нормально, бо це кохання»    |
| 2014 | Кім Чхан Ван  | Спеціальна драма            | «Людина з зірки»                 |
| 2014 | Чон Ун Ін     | Довготривала драма          | «Нескінчене кохання»             |
| 2015 | Нам Кун Мін   | Мінісеріал                  | «Дівчина, яка бачить запах»      |
| 2015 | Чан Хьон Сон  | Спеціальна драма            | «Почув це через виноградну лозу» |
| 2015 | Пак Хьок Квон | Довготривала драма          | «Шість літаючих драконів»        |
| 2016 | Сон Тон Іль   | Фентезійна драма            | «Легенда про синє море»          |
| 2016 | Пак Сон Ун    | Жанрова драма               | «Пам'ятай»                       |
| 2016 | Он Чу Ван     | Романтично-комедійна драма  | «Красуня Кон Сім»                |
| 2016 | Сон Че Рім    | Довготривала драма          | «Наша Кап Сун»                   |

### Акторка
| Рік  | Переможець    | Категорія                   | Робота                                   |
| ---- | ------------- | --------------------------- | ---------------------------------------- |
| 1996 | Йо Ун Ґє      | Н/Д                         | «LA Аріран»                              |
| 2007 | Ньи Куїнь     | Н/Д                         | «Золота наречена»                        |
| 2011 | Сон Ок Сук    | Спеціальна драма            | «Дерево з глибоким корінням»             |
| 2011 | Лі Мі Сук     | Спеціальнозапланована драма | «Обіцянка тисячі днів»                   |
| 2011 | Кім Хє Ок     | Довготривала драма          | «Аромат жінки»                           |
| 2012 | Чан Сін Йон   | Мінісеріал                  | «Переслідувач»                           |
| 2012 | Лі Джін       | Спеціальна драма            | «Великий провидець»                      |
| 2012 | Кім Чон Нан   | Довготривала драма          | «Гідність джентльмена»                   |
| 2013 | Кім Мі Ґьон   | Мінісеріал                  | «Повелитель сонця»                       |
| 2013 | Кім Сон Рьон  | Спеціальна драма            | «Спадкоємці»                             |
| 2013 | Чан Йон Нам   | Довготривала драма          | «Богині весілля»                         |
| 2014 | Чін Ґьон      | Мінісеріал                  | «Це нормально, бо це кохання», «Пінокіо» |
| 2014 | Ко Ду Сім     | Спеціальна драма            | «Єдине тепле слово»                      |
| 2014 | Кім Хє Сон    | Довготривала драма          | «Скандал у Чхондам-доні»                 |
| 2015 | Лі Та Хі      | Мінісеріал                  | «Пані Коп»                               |
| 2015 | Ю Ін Йон      | Спеціальна драма            | «Маска»                                  |
| 2015 | Пак Хан Бьоль | Довготривала драма          | «Я маю роман»                            |
| 2016 | Сохьон        | Фентезійна драма            | «Любителі місяця: Червоне серце Рьо»     |
| 2016 | Чон Хьо Сон   | Жанрова драма               | «У розшуку»                              |
| 2016 | Со Чі Хє      | Романтично-комедійна драма  | «Навіть не мрій»                         |
| 2016 | Кім Со Ин     | Довготривала драма          | «Наша Кап Сун»                           |

## Режисерська/продюсерська нагорода
| Рік  | Переможець   | Робота                           |
| ---- | ------------ | -------------------------------- |
| 2006 | Кім Мьон Мін | «Погана родина»                  |
| 2006 | Кім Чон Ин   | «Коханці»                        |
| 2007 | Лі Пом Су    | «Хірург Пон Таль Хі»             |
| 2007 | Пе Чон Ок    | «Жінка мого чоловіка»            |
| 2008 | Пон Тхе Ґю   | «Мати, що працює»                |
| 2008 | Мун Чон Хі   | «Моя солодка душа»               |
| 2009 | Чон Кьон Хо  | «Ча Мьон Ґо»                     |
| 2009 | Юн Чон Хі    | «Родинна честь»                  |
| 2010 | Чха Ін Пхьо  | «Велика річ»                     |
| 2010 | Пак Сан Мі   | «Гігант»                         |
| 2010 | Хан Хє Джін  | «Чеджувон»                       |
| 2011 | Сон Чжун Кі  | «Дерево з глибоким корінням»     |
| 2011 | Лі Йо Вон    | «49 днів»                        |
| 2012 | Пак Кин Хьон | «Переслідувач»                   |
| 2012 | Чхе Сі Ра    | «П'ять пальців»                  |
| 2013 | Лі Бо Йон    | «Я можу почути твій голос»       |
| 2014 | Чон Чі Хьон  | «Людина з зірки»                 |
| 2015 | Кім Ре Вон   | «Удар»                           |
| 2018 | Ом Кі Джун   | «Серцеві хірурги»                |
| 2018 | Нам Сан Мі   | «Дозвольте менії її представити» |
| 2019 | Чан На Ра    | «VIP»                            |
| 2020 | Чу Вон       | «Аліса»                          |
| 2021 | Чхве У Сік   | «Наше улюблене літо»             |
| 2021 | Кім Да Мі    | «Наше улюблене літо»             |
| 2022 | Нам Кун Мін  | «Адвокат за один долар»          |
| 2024 | Пак Сін Хє   | «Суддя з пекла»                  |

## Топ 10 зірок
| Рік  | Переможець     | Робота                                                 |
| ---- | -------------- | ------------------------------------------------------ |
| 2001 | Чхо Че Хьон    | «Піаніно»                                              |
| 2001 | Чхве Чі У      | «Прекрасні дні»                                        |
| 2001 | То Чі Вон      | «Леді палацу»                                          |
| 2001 | Чон Ін Хва     | «Леді палацу»                                          |
| 2001 | Кан Су Йон     | «Леді палацу»                                          |
| 2001 | Кім Мін Чон    | «Янгол-охоронець»                                      |
| 2001 | Лі Бьон Хон    | «Прекрасні дні»                                        |
| 2001 | Рю Сі Вон      | «Прекрасні дні»                                        |
| 2001 | Сон Хє Кьо     | «Янгол-охоронець»                                      |
| 2001 | Сон Син Хон    | «Юридична фірма»                                       |
| 2002 | Ан Че Мо       | «Сільський період»                                     |
| 2002 | Ко Су          | «Вік невинності»                                       |
| 2002 | Хан Че Сок     | «Великі амбіції», «Скляні капці»                       |
| 2002 | Чан Хьок       | «Великі амбіції», «Щаслива історія яскравої дівчини»   |
| 2002 | Чан На Ра      | «Щаслива історія яскравої дівчини»                     |
| 2002 | Чон То Йон     | «Постріл по зіркам»                                    |
| 2002 | Чо Ін Сон      | «Постріл по зіркам»                                    |
| 2002 | Кім Хьон Джу   | «Скляні капці»                                         |
| 2002 | Кім Чевон      | «Романтика»                                            |
| 2002 | Со Ю Джін      | «Суперник»                                             |
| 2003 | Чха Ін Пхьо    | «Ідеальне кохання»                                     |
| 2003 | Чхве Мьон Ґіль | «Південний бік сонця»                                  |
| 2003 | Чхве Чі У      | «Сходи до небес»                                       |
| 2003 | Кім Хі Е       | «Ідеальне кохання»                                     |
| 2003 | Кім Йон Чхоль  | «Сільський період»                                     |
| 2003 | Квон Сан У     | «Сходи до небес», «В сонце»                            |
| 2003 | Лі Бьон Хон    | «Ва-банк»                                              |
| 2003 | Со Чі Соп      | «Тисячі років кохання»                                 |
| 2003 | Сон Хє Кьо     | «Ва-банк»                                              |
| 2003 | Сон Ю Рі       | «Тисячі років кохання»                                 |
| 2004 | Ха Чі Вон      | «Щось трапилося у Балі»                                |
| 2004 | Чі Сон         | «Залиш останній танець для мене»                       |
| 2004 | Чо Ін Сон      | «Щось трапилося у Балі»                                |
| 2004 | Кім Хьон Джу   | «Квест пані Кім на мільйон доларів»                    |
| 2004 | Кім Чон Ин     | «Коханці в Парижі»                                     |
| 2004 | Кім Ре Вон     | «Історія кохання у Гарварді»                           |
| 2004 | Кім Те Хі      | «Історія кохання у Гарварді»                           |
| 2004 | Лі Дон Гон     | «Вітражне скло», «Коханці в Парижі»                    |
| 2004 | Пак Сін Ян     | «Коханці в Парижі»                                     |
| 2004 | Сон Юн А       | «У шторм»                                              |
| 2005 | Ко Хьон Джон   | «Весняний день»                                        |
| 2005 | Ко Су          | «Зелена троянда»                                       |
| 2005 | Чон То Йон     | «Коханці у Празі»                                      |
| 2005 | Чо Хьон Дже    | «Тільки ти»                                            |
| 2005 | Чо Ін Сон      | «Весняний день»                                        |
| 2005 | Чу Чін Мо      | «Мода 70-их»                                           |
| 2005 | Кім Хьон Джу   | «Земля»                                                |
| 2005 | Кім Чу Хьок    | «Коханці у Празі»                                      |
| 2005 | Кім Мін Чон    | «Мода 70-их»                                           |
| 2005 | Лі Йо Вон      | «Мода 70-их»                                           |
| 2006 | Хан Хє Сук     | «Дороге Небо»                                          |
| 2006 | Кім Чон Ин     | «Коханці»                                              |
| 2006 | Кім Кап Су     | «Йон Кесомун»                                          |
| 2006 | Лі Бо Йон      | «Королева гри»                                         |
| 2006 | Лі Да Хе       | «Моя дівчина»                                          |
| 2006 | Лі Со Джін     | «Коханці»                                              |
| 2006 | Ерік Мун       | «Невразливий агент-парашутист»                         |
| 2006 | Пак Чін Хі     | «Будь ласка, повернись, Сун Е»                         |
| 2006 | Сім Хє Джін    | «Будь ласка, повернись, Сун Е»                         |
| 2006 | Сон Є Джін     | «Самотність в коханні»                                 |
| 2007 | Чон Кван Рьоль | «Король та я»                                          |
| 2007 | Кім Хі Е       | «Жінка мого чоловіка»                                  |
| 2007 | Лі Пом Су      | «Хірург Пон Таль Хі»                                   |
| 2007 | Лі Йо Вон      | «Хірург Пон Таль Хі»                                   |
| 2007 | Лі Йон А       | «Золота наречена»                                      |
| 2007 | О Чі Хо        | «Злови Карла! О Су Чон»                                |
| 2007 | Пак Чін Хі     | «Війна грошей»                                         |
| 2007 | Пак Сін Ян     | «Війна грошей»                                         |
| 2007 | Сін Ин Ґьон    | «Погана пара»                                          |
| 2007 | Сон Чхан Ий    | «Золота наречена»                                      |
| 2008 | Ан Не Сан      | «Клуб перших дружин»                                   |
| 2008 | Хан Є Силь     | «Тхачча»                                               |
| 2008 | Чан Хьок       | «Тхачча»                                               |
| 2008 | Кім Ха Ниль    | «В ефірі»                                              |
| 2008 | Кім Ре Вон     | «Гурман»                                               |
| 2008 | Лі Чжун Кі     | «Ільджеме»                                             |
| 2008 | Мун Кин Йон    | «Художник вітру»                                       |
| 2008 | О Хьон Ґьон    | «Клуб перших дружин»                                   |
| 2008 | Пак Йон Ха     | «В ефірі»                                              |
| 2008 | Сон Юн А       | «В ефірі»                                              |
| 2009 | Пе Су Бін      | «Діамантовий спадок»                                   |
| 2009 | Чха Син Вон    | «Ратуша»                                               |
| 2009 | Хан Хьо Джу    | «Діамантовий спадок»                                   |
| 2009 | Чан Гин Сок    | «Ти прекрасний!»                                       |
| 2009 | Чан Со Хі      | «Спокуса дружини»                                      |
| 2009 | Кім Хє Су      | «Стиль»                                                |
| 2009 | Кім Сон А      | «Ратуша»                                               |
| 2009 | Лі Син Ґі      | «Діамантовий спадок»                                   |
| 2009 | Лі Су Ґьон     | «Кохаю тебе тисячю разів»                              |
| 2009 | Со Чі Соп      | «Каїн і Авель»                                         |
| 2010 | Ко Хьон Джон   | «Велика річ»                                           |
| 2010 | Ха Чі Вон      | «Таємний сад»                                          |
| 2010 | Хьон Бін       | «Таємний сад»                                          |
| 2010 | Чон По Сок     | «Гігант»                                               |
| 2010 | Кім Со Йон     | «Принцеса — прокурор», «Лікар Чамп»                    |
| 2010 | Квон Сан У     | «Велика річ»                                           |
| 2010 | Лі Пом Су      | «Гігант»                                               |
| 2010 | Лі Син Ґі      | «Моя дівчина — куміхо»                                 |
| 2010 | Пак Чін Хі     | «Гігант»                                               |
| 2010 | Сін Мін А      | «Моя дівчина — куміхо»                                 |
| 2011 | Чхве Кан Хі    | «Врятувати боса»                                       |
| 2011 | Хан Сок Кю     | «Дерево з глибоким корінням»                           |
| 2011 | Чан Хьок       | «Дерево з глибоким корінням»                           |
| 2011 | Чі Сон         | «Врятувати боса»                                       |
| 2011 | Кім Ре Вон     | «Обіцянка тисячі днів»                                 |
| 2011 | Кім Сон А      | «Аромат жінки»                                         |
| 2011 | Лі Дон Ук      | «Аромат жінки»                                         |
| 2011 | Лі Мін Хо      | «Міський мисливець»                                    |
| 2011 | Лі Йо Вон      | «49 днів»                                              |
| 2011 | Су Е           | «Обіцянка тисячі днів»                                 |
| 2012 | Чхе Сі Ра      | «П'ять пальців»                                        |
| 2012 | Хан Чі Мін     | «Принц з даху»                                         |
| 2012 | Чан Тон Ґон    | «Гідність джентльмена»                                 |
| 2012 | Чон Рьо Вон    | «Історія продавця»                                     |
| 2012 | Кім Ха Ниль    | «Гідність джентльмена»                                 |
| 2012 | Лі Мін Хо      | «Віра»                                                 |
| 2012 | Пак Ю Чхон     | «Принц з даху»                                         |
| 2012 | Сін Ин Ґьон    | «Досі ти»                                              |
| 2012 | Со Чі Соп      | «Фантом»                                               |
| 2012 | Сон Хьон Джу   | «Переслідувач»                                         |
| 2013 | Чо Ін Сон      | «Цією зимою, вітер дує»                                |
| 2013 | Кім У Бін      | «Спадкоємці»                                           |
| 2013 | Лі Бо Йон      | «Я можу почути твій голос»                             |
| 2013 | Лі Чон Сок     | «Я можу почути твій голос»                             |
| 2013 | Лі Мін Хо      | «Спадкоємці»                                           |
| 2013 | Лі Йо Вон      | «Золота імперія»                                       |
| 2013 | Нам Сан Мі     | «Богині весілля»                                       |
| 2013 | Пак Сін Хє     | «Спадкоємці»                                           |
| 2013 | Со Чі Соп      | «Повелитель сонця»                                     |
| 2013 | Сон Хє Кьо     | «Цією зимою, вітер дує»                                |
| 2014 | Хан Є Силь     | «Народження краси»                                     |
| 2014 | Хван Чон Им    | «Нескінчене кохання»                                   |
| 2014 | Чо Ін Сон      | «Це нормально, бо це кохання»                          |
| 2014 | Чу Сан Ук      | «Народження краси»                                     |
| 2014 | Чон Чі Хьон    | «Людина з зірки»                                       |
| 2014 | Кім Су Хьон    | «Людина з зірки»                                       |
| 2014 | Лі Че Хун      | «Таємні двері»                                         |
| 2014 | Лі Чон Сок     | «Піноккіо» , «Лікар-незнайомець»                       |
| 2014 | Пак Сін Хє     | «Піноккіо»                                             |
| 2014 | Пак Ю Чхон     | «Три дні»                                              |
| 2015 | Чу Вон         | «Йон Пхаль»                                            |
| 2015 | Кім Хьон Джу   | «Я маю роман»                                          |
| 2015 | Чу Чі Хун      | «Маска»                                                |
| 2015 | Кім Те Хі      | «Йон Пхаль»                                            |
| 2015 | Ю А Ін         | «Шість літаючих драконів»                              |
| 2015 | Мун Кин Йон    | «Село: Секрет Ачіари»                                  |
| 2015 | Чхо Че Хьон    | «Удар»                                                 |
| 2015 | Сін Се Кьон    | «Дівчина, яка бачить запах», «Шість літаючих драконів» |
| 2015 | Чі Чін Хі      | «Я маю роман»                                          |
| 2015 | Пак Ю Чхон     | «Дівчина, яка бачить запах»                            |
| 2016 | Кім Сон Рьон   | «Пані Коп 2»                                           |
| 2016 | Нам Кун Мін    | «Красуня Кон Сім»                                      |
| 2016 | Пак Сін Хє     | «Лікарі»                                               |
| 2016 | Лі Чжун Кі     | «Любителі місяця: Червоне серце Рьо»                   |
| 2016 | Чо Чон Сок     | «Навіть не мрій»                                       |
| 2016 | Лі Мін Хо      | «Легенда про синє море»                                |
| 2016 | Чон Чі Хьон    | «Легенда про синє море»                                |
| 2016 | Со Хьон Джін   | «Романтичний лікар, вчитель Кім»                       |
| 2016 | Хан Сок Кю     | «Романтичний лікар, вчитель Кім»                       |

## Нагорода «Велика зірка»
| Рік  | Переможець   | Робота                                       |
| ---- | ------------ | -------------------------------------------- |
| 2000 | Чха Тхе Хьон | «Чоловік Джульєти»                           |
| 2000 | Чхве Мін Су  | «Легенди кохання»                            |
| 2000 | Ко Ду Сім    | «Чесноти»                                    |
| 2000 | Ко Хьон Джон |                                              |
| 2000 | Кім Хі Сон   | «Помідор»                                    |
| 2000 | Кім Мін Джон | «Привид»                                     |
| 2000 | Кім Сан Джун | «Легенди кохання», «Поліція SWAT»            |
| 2000 | Кім Йон Е    | «Оплески для жінок»                          |
| 2000 | Лі Бьон Хон  | «Щасливі разом», «Історія кохання: Соняшник» |
| 2000 | Лі Син Йон   | «Легенди кохання», «Медичний центр»          |
| 2000 | Лі Йон Е     | «Феєрверк»                                   |
| 2000 | Пак Йон Ґю   | «Чесноти»                                    |
| 2000 | Сім Ин Ха    | «Пастка для молоді»                          |
| 2000 | Сон Юн А     | «Історія кохання: Втрачений багаж»           |

## Нагороди новачкам

### Найкращий новий актор
| Рік  | Переможець    | Робота                                                                           |
| ---- | ------------- | -------------------------------------------------------------------------------- |
| 1993 | О Те Ґю       | «Далека річка Ссонба»                                                            |
| 1994 | Лі Чін У      | «Одруження»                                                                      |
| 1995 | Лі Чон Че     | «Пісковий годинник»                                                              |
| 1995 | Чон У Сон     | «Асфальтова людина»                                                              |
| 1996 | Чон Хин Чхе   | «Ім Ккокджон»                                                                    |
| 1998 | Кім Сок Хун   | «Листи написані в пасмурний день»                                                |
| 1998 | Рю Джін       | «Романтика»                                                                      |
| 2000 | Чан Хьок      | «Земля Ван Руна»                                                                 |
| 2000 | Со Чі Соп     | «Історія кохання: Пані Хіп-хоп і пан Рок», «Земля Ван Руна», «Оплески для жінок» |
| 2017 | Ян Се Джон    | «Температура кохання»                                                            |
| 2018 | Ан Хьо Соп    | «Досі 17»                                                                        |
| 2019 | Им Мун Сок    | «Запальний священник»                                                            |
| 2020 | Чо Пьон Ґю    | «Міжсезонна ліга»                                                                |
| 2021 | Кім Йон Де    | «Пентхаус 2 і 3»                                                                 |
| 2021 | Чхве Хьон Ук  | «Клуб бадмінтону»                                                                |
| 2021 | Сон Сан Йон   | «Клуб бадмінтону»                                                                |
| 2022 | Пе Ін Хьок    | «Чому вона», «Не падай духом»                                                    |
| 2022 | Кім Хьон Джін | «Не падай духом»                                                                 |
| 2022 | Рьоун         | «Через темряву»                                                                  |
| 2023 | Кім То Хун    | «Втеча сімох»                                                                    |
| 2023 | Кан Ю Сок     | «Розплата»                                                                       |
| 2023 | Лі Сін Йон    | «Романтичний лікар, вчитель Кім 3»                                               |
| 2023 | Лі Хон Не     | «Романтичний лікар, вчитель Кім 3»                                               |
| 2024 | Кан Санджун   | «Флекс і коп»                                                                    |
| 2024 | Кім Сінбі     | «Флекс і коп»                                                                    |
| 2024 | Со Бомдже     | «Запальний священник 2»                                                          |

### Найкраща нова акторка
| Рік  | Переможець   | Робота                             |
| ---- | ------------ | ---------------------------------- |
| 1993 | Лі Йон Е     | «Як справи у твого чоловіка?»      |
| 1995 | Хван Су Джон | «Відлига»                          |
| 1995 | Чон Сон Ґьон | «Чан Хі Бін»                       |
| 1996 | Ім Сан А     | «Полум'я амбіцій»                  |
| 1998 | Лі Тхе Ран   | «Клініка Сунпхун»                  |
| 1998 | Кім Хьон Джу | «Я кохаю тебе, я кохаю тебе»       |
| 1999 | Кан Сон Йон  | «Щасливі разом»                    |
| 2000 | Хван Ін Йон  | «Поліція SWAT»                     |
| 2000 | Кім Мін Хі   | «Чоловік Джульєти»                 |
| 2000 | Кім Ю Мі     | «Поліція SWAT», «Ярость янгола»    |
| 2017 | Кім Та Сом   | «Гурт сестер»                      |
| 2018 | Лі Ю Йон     | «Ваша честь»                       |
| 2019 | Ко Мін Сі    | «Таємний бутік»                    |
| 2019 | Ким Се Рок   | «Запальний священник»              |
| 2020 | Со Чу Йон    | «Романтичний лікар, вчитель Кім 2» |
| 2021 | Чхве Є Бін   | «Пентхаус 2 і 3»                   |
| 2021 | Хан Чі Хьон  | «Пентхаус 2 і 3»                   |
| 2021 | Но Чон Ий    | «Наше улюблене літо»               |
| 2022 | Чан Кю Рі    | «Не падай духом»                   |
| 2022 | Лі Ин Сем    | «Не падай духом»                   |
| 2022 | Кон Сон Ха   | «Через темряву»                    |
| 2023 | Квон А Рим   | «Вбивчий голос»                    |
| 2023 | Ян Хє Джі    | «Злий дух»                         |
| 2023 | Чон Су Бін   | «Вагонетка»                        |
| 2024 | Кім Мінджу   | «Зв'язок»                          |
| 2024 | Чхве Юджу    | «Втеча сімох»                      |

### Найкращий новий комік
| Рік  | Переможець   |
| ---- | ------------ |
| 1993 | Tin Tin Five |
| 1995 | Чон Чхоль У  |
| 1995 | Чон Ин Сук   |

### Найкращий новий співак/співачка
| Рік  | Переможець | Робота                                              |
| ---- | ---------- | --------------------------------------------------- |
| 1994 | Roo'ra     | «Зустрічаємося протягом 100 днів», «Немає секретів» |
| 1995 | R.ef       | «Крик у тиші», «Формула прощання», «Розчарування»   |
| 1995 | Сон Чін У  | «Не здавайся»                                       |

### Нагорода «Нова зірка»
| Рік  | Переможець         | Робота                                                      |
| ---- | ------------------ | ----------------------------------------------------------- |
| 2001 | Ко Су              | «Піаніно»                                                   |
| 2001 | Кон Хьо Джін       | «Чудові дні»                                                |
| 2001 | Чі Сон             | «Чудові дні»                                                |
| 2001 | Чо Ін Сон          | «Піаніно»                                                   |
| 2001 | Лі Ю Джін          | «Прекрасні дні»                                             |
| 2001 | Пак Чон Чхоль      | «Легенда»                                                   |
| 2001 | Рю Син Бом         | «Чудові дні»                                                |
| 2002 | Хан Ин Чон         | «Щаслива історія яскравої дівчини»                          |
| 2002 | Кім Чевон          | «Суперник»                                                  |
| 2002 | Кім Чон Хва        | «Скляні капці»                                              |
| 2002 | Кім Мін Чон        | «Суперник»                                                  |
| 2002 | Квон Сан У         | «Тепер ми зустрічаємося»                                    |
| 2002 | Лі Йо Вон          | «Великі амбіції»                                            |
| 2002 | Пак Соль Мі        | «Погані дівчата»                                            |
| 2002 | Рю Су Йон          | «Щаслива історія яскравої дівчини»                          |
| 2002 | Сон Ю Рі           | «Погані дівчата»                                            |
| 2003 | Чхве Чон Вон       | «Довготривале кохання»                                      |
| 2003 | Кон Ю              | «Екран»                                                     |
| 2003 | Чо Хьон Дже        | «Перше кохання»                                             |
| 2003 | Кім Нам Джін       | «Тисячі років кохання»                                      |
| 2003 | Кім Те Хі          | «Сходи до небес»                                            |
| 2003 | Лі Дон Ук          | «Земля вина»                                                |
| 2003 | Пак Хан Бьоль      | «Моя чарівна леді»                                          |
| 2003 | Сін Мін А          | «Удар»                                                      |
| 2003 | Со І Хьон          | «Удар»                                                      |
| 2003 | Ю Мін              | «Проблема у будинку мого молодшого брата»                   |
| 2004 | Євгенія            | «Залиш останній танець для мене»                            |
| 2004 | Чон Та Бін         | «Моя 19-річна сестра»                                       |
| 2004 | Чо Ан              | «Земля»                                                     |
| 2004 | Кім Сон Су         | «Вітражне скло»                                             |
| 2004 | Ю Сон              | «Маленька жінка»                                            |
| 2005 | Чхон Чон Мьон      | «Мода 70-их»                                                |
| 2005 | Хьон Йон           | «Мода 70-их»                                                |
| 2005 | Чхо Йон У          | «Дороге Небо», «Погана домогосподарка»                      |
| 2005 | Лі Бо Йон          | «Балада про Содон»                                          |
| 2005 | Лі Че Хван         | «Тайфун того літа», «Сльози діаманту»                       |
| 2005 | Лі Кю Хан          | «Коханню потрібно чудо»                                     |
| 2005 | Лі Тхе Ґон         | «Дороге Небо»                                               |
| 2005 | Юн Чон Хі          | «Дороге Небо»                                               |
| 2005 | Юн Се А            | «Коханці у Празі»                                           |
| 2006 | Ко А Ра            | «Снігова квітка»                                            |
| 2006 | Кан Чі Соп         | «Звичайна неодружена людина»                                |
| 2006 | Клавдія Кім        | «Королева гри»                                              |
| 2006 | Лі Ха На           | «Самотність в коханні»                                      |
| 2006 | Лі Чін Ук          | «Самотність в коханні»                                      |
| 2006 | Пак Сі Йон         | «Моя дівчина»                                               |
| 2006 | Юн Чі Мін          | «Невразливий агент-парашутист»                              |
| 2006 | Юн Сан Хьон        | «Звичайна неодружена людина»                                |
| 2007 | Чхве Йо Джін       | «Хірург Пон Таль Хі»                                        |
| 2007 | Ку Хє Сон          | «Король та я»                                               |
| 2007 | Лі Чі Хьон         | «Гарний день для кохання»                                   |
| 2007 | Лі Йон Ин          | «Війна грошей»                                              |
| 2007 | Пак Сі Ху          | «Як зустріти ідеального сусіда»                             |
| 2007 | Рю Тхе Джун        | «Сніг у серпні»                                             |
| 2007 | Сін Тон Ук         | «Війна грошей»                                              |
| 2007 | Сон Чон Хо         | «Хірург Пон Таль Хі»                                        |
| 2007 | Ван Піт На         | «Літати високо»                                             |
| 2008 | Пе Су Бін          | «Художник вітру»                                            |
| 2008 | Чха Є Рьон         | «Мати, що працює»                                           |
| 2008 | Чха Йон Ін         | «Спокуса дружини»                                           |
| 2008 | Ха Сок Джін        | «Я щасливий»                                                |
| 2008 | Хан Хьо Джу        | «Ільджіме»                                                  |
| 2008 | Ім Чон Ин          | «Водолій»                                                   |
| 2008 | Чі Хьон У          | «Моя солодка душа»                                          |
| 2008 | Лі Чун Хьок        | «Клуб перших дружин»                                        |
| 2008 | Лі Сан У           | «Клуб перших дружин»                                        |
| 2008 | Мун Чхе Вон        | «Художник вітру»                                            |
| 2008 | Юн Со І            | «Скляний замок»                                             |
| 2009 | Чін Тхе Хьон       | «Спокуса янгола»                                            |
| 2009 | Чон Кьо Ун         | «Кохаю тебе тисячю разів»                                   |
| 2009 | Чон Йон Хва        | «Ти прекрасний!»                                            |
| 2009 | Кім Бом            | «Мрія»                                                      |
| 2009 | Лі Хон Ґі          | «Ти прекрасний!»                                            |
| 2009 | Лі Мін Чон         | «Посміхнися, ти»                                            |
| 2009 | Лі Со Йон          | «Спокуса янгола»                                            |
| 2009 | Лі Тхе Ім          | «Не вагайся»                                                |
| 2009 | Лі Йон У           | «Стиль»                                                     |
| 2009 | О Йон Сіль         | «Спокуса дружини»                                           |
| 2009 | Пак Сін Хє         | «Ти прекрасний!»                                            |
| 2009 | Сон Там Бі         | «Мрія»                                                      |
| 2010 | Чхве Сі Вон        | «О! Моя леді»                                               |
| 2010 | Хам Ин Чон         | «Кав'ярня»                                                  |
| 2010 | Хан Че А           | «Виразні сусіди»                                            |
| 2010 | Хван Чон Им        | «Гігант»                                                    |
| 2010 | Чу Сан Ук          | «Гігант»                                                    |
| 2010 | Кім Су Хьон        | «Гігант»                                                    |
| 2010 | Нам Кю Рі          | «Життя прекрасне»                                           |
| 2010 | Но Мін У           | «Моя дівчина — куміхо»                                      |
| 2011 | Ку Ха Ра           | «Міський мисливець»                                         |
| 2011 | Ім Су Хян          | «Нові казки про Кісен»                                      |
| 2011 | Чі Чхан Ук         | «Воїн Пек Тон Су»                                           |
| 2011 | Чін Се Йон         | «Моя донька квітка»                                         |
| 2011 | Чон Ю Мі           | «Обіцянка тисячі днів»                                      |
| 2011 | Кім Че Джун        | «Врятувати боса»                                            |
| 2011 | Лі Че Юн           | «Моє кохання біля мене»                                     |
| 2011 | Со Хьо Рім         | «Аромат жінки»                                              |
| 2011 | Сін Хьон Бін       | «Воїн Пек Тон Су»                                           |
| 2011 | Сон Хун            | «Нові казки про Кісен»                                      |
| 2011 | Ван Чі Хє          | «Врятувати боса»                                            |
| 2012 | Чхве Мін Хо        | «До тебе прекрасної»                                        |
| 2012 | Ко Чун Хі          | «Переслідувач»                                              |
| 2012 | Чон Ин У           | «П'ять пальців»                                             |
| 2012 | Квон Ю Рі          | «Король моди»                                               |
| 2012 | Лі Хьон У          | «До тебе прекрасної»                                        |
| 2012 | Лі Чон Хьон        | «Гідність джентльмена»                                      |
| 2012 | Пак Хьо Джу        | «Переслідувач»                                              |
| 2012 | Пак Се Йон         | «Віра»                                                      |
| 2012 | Соллі              | «До тебе прекрасної»                                        |
| 2012 | Юн Чін Ї           | «Гідність джентльмена»                                      |
| 2013 | Чхве Чін Хьок      | «Спадкоємці»                                                |
| 2013 | Лім Чу Хван        | «Попередження про дурня»                                    |
| 2013 | Чон Ин Джі         | «Цією зимою, вітер дує»                                     |
| 2013 | Кан Мін Хьок       | «Спадкоємці»                                                |
| 2013 | Кан Со Ра          | «Попередження про дурня»                                    |
| 2013 | Кім Чі Вон         | «Спадкоємці»                                                |
| 2013 | Кім Со Хьон        | «Підозріла домогосподарка»                                  |
| 2013 | Кім Ю Рі           | «Аліса з Чхондам-дону», «Повелитель сонця»                  |
| 2013 | Лі Та Хі           | «Я можу почути твій голос»                                  |
| 2013 | Со Ін Гук          | «Повелитель сонця»                                          |
| 2014 | Ан Че Хьон         | «Людина з зірки»                                            |
| 2014 | Хан Ки Ру          | «Єдине тепле слово»                                         |
| 2014 | Хан Сон Хва        | «Подарунок Бога — 14 днів»                                  |
| 2014 | Кан Ха Ниль        | «Очі янгола»                                                |
| 2014 | Кім Ю Чон          | «Таємні двері»                                              |
| 2014 | Кім Йон Кван       | «Піноккіо»                                                  |
| 2014 | Лі Ю Пі            | «Піноккіо»                                                  |
| 2014 | Нам Бо Ра          | «Тільки кохання»                                            |
| 2014 | Пак Со Джун        | «Єдине тепле слово»                                         |
| 2014 | Со Ха Джун         | «Тільки кохання»                                            |
| 2015 | Сон Хо Джун        | «Пані Коп»                                                  |
| 2015 | Кон Син Йон        | «Почув це через виноградну лозу», «Шість літаючих драконів» |
| 2015 | Ко А СонGo Ah-sung | «Почув це через виноградну лозу»                            |
| 2015 | Юн Кюн Сан         | «Час, коли ми не були закохані», «Шість літаючих драконів»  |
| 2015 | Пьон Йо Хан        | «Шість літаючих драконів»                                   |
| 2015 | Лі Йоль Им         | «Село: Секрет Ачіари», «Закоханий адвокат по розлученнях»   |
| 2015 | Лі Еллія           | «Повернення Хван Ким Бока»                                  |
| 2015 | Пак Хьон Сік       | «Вище суспільство»                                          |
| 2015 | Юк Сон Дже         | «Село: Секрет Ачіари»                                       |
| 2015 | ЛІм Чі Йон         | «Вище суспільство»                                          |
| 2016 | Ко Кьон Пхьо       | «Навіть не мрій»                                            |
| 2016 | Лі Хє Рі           | «Шоумен»                                                    |
| 2016 | Пан Мін А          | «Красуня Кон Сім»                                           |
| 2016 | Кім Мін Сок        | «Лікарі»                                                    |
| 2016 | Мун Чі Ін          | «Лікарі»                                                    |
| 2016 | Пьон Пек Хьон      | «Любителі місяця: Червоне серце Рьо»                        |
| 2016 | Кім Мін Дже        | «Романтичний лікар, вчитель Кім»                            |
| 2016 | Квак Сі Ян         | «Друге та останнє кохання»                                  |
| 2016 | Чон Хе Ін          | «Так, ось так йдуть справи»                                 |

## Нагороди для юних акторів

### Найкращий юний актор
| Рік  | Переможець     | Робота                              |
| ---- | -------------- | ----------------------------------- |
| 1996 | Чон Су Пом     | «Братерська річка»                  |
| 1996 | Ан Сон Тхе     | «Братерська річка»                  |
| 1996 | Юк Тон Іль     | «Братерська річка»                  |
| 1998 | Кім Сон Мін    | «Клініка Сунпхун»                   |
| 2000 | Лі Чон Юн      | «Чесноти»                           |
| 2001 | Квон О Мін     | «Леді палацу»                       |
| 2001 | О Син Юн       | «Леді палацу»                       |
| 2002 | Квак Чон Ук    | «Сільський період»                  |
| 2003 | Пак Чі Бін     | «Ідеальне кохання»                  |
| 2004 | Кім Йон Чхан   | «Коханці в Парижі»                  |
| 2006 | Кім Чі Хан     | «Мати Ккамґина»                     |
| 2007 | Ю Син Хо       | «Король та я»                       |
| 2007 | Чу Мін Су      | «Король та я», «Хірург Пон Таль Хі» |
| 2008 | Йо Чін Ку      | «Ільджіме»                          |
| 2009 | Чон Юн Сок     | «Спокуса дружини»                   |
| 2019 | Юн Чхан Йон    | «Лікар Джон», «Все або нічого»      |
| 2020 | Ан Чі Хо       | «Ніхто не знає»                     |
| 2021 | Тхан Чун Сан   | «Клуб бадмінтону»                   |
| 2022 | Лі Юджін       | «Чому вона»                         |
| 2023 | Чхве Хьон Джін | «Вбивчий голос»                     |
| 2023 | Хан Чі Ан      | «Романтичний лікар, вчитель Кім 3»  |
| 2024 | Мун Уджін      | «Запальний священник 2»             |

### Найкраща юна акторка
| Рік  | Переможець   | Робота                          |
| ---- | ------------ | ------------------------------- |
| 1996 | Квак Се Рьон | «Братерська річка»              |
| 1996 | Квон Хе Ґван | «Братерська річка»              |
| 1998 | Кім Син Ин   | «Клініка Сунпхун»               |
| 2000 | Сін Чі Су    | «Чесноти»                       |
| 2001 | Ин Со У      | «Янгол-охоронець»               |
| 2002 | Кім Су Мін   | «Прихилність»                   |
| 2003 | Кім У Мін    | «Ідеальне кохання»              |
| 2003 | Пак Сін Хє   | «Сходи до небес»                |
| 2004 | Пе На Йон    | «Земля»                         |
| 2005 | Пьон Чу Йон  | «Мода 70-их»                    |
| 2005 | Лі Йон Ю     | «Погана домогосподарка»         |
| 2006 | Нам Чі Хьон  | «Моє кохання»                   |
| 2007 | Пак По Йон   | «Король та я»                   |
| 2008 | Кім Ю Чон    | «Художник вітру»                |
| 2009 | Кім Су Чон   | «Дві дружини»                   |
| 2017 | Кім Чі Мін   | «Супер родина»                  |
| 2018 | Пак Сі Ин    | «Досі 17»                       |
| 2020 | Кім Хьон Су  | «Пентхаус 1»                    |
| 2021 | Лі Че Ін     | «Клуб бадмінтону»               |
| 2022 | Кім Мін Со   | «Перші, хто приїхали на виклик» |
| 2023 | Пак Со І     | «Злий дух»                      |
| 2023 | Ан Чхе Хим   | «Таксист 2»                     |
| 2024 | Чон Юна      | «Хороший партнер»               |

## Нагороди за популярність

### Нагорода за популярність (актори)
| Рік  | Переможець   | Робота              |
| ---- | ------------ | ------------------- |
| 1995 | Чон Чон Джун | «Тітка Ок»          |
| 1996 | Чон Чхан     | «Серпнева наречена» |
| 1996 | Лі Йон Бом   | «LA Аріран»         |
| 1998 | Сон Син Хон  | «Переможці»         |
| 1999 | Чха Тхе Хьон | «Щасливі разом»     |
| 1999 | Чон Ун Ін    | «Ин Сіль», «Хвилі»  |
| 2000 | Чха Тхе Хьон | «Чоловік Джульєти»  |
| 2001 | Ко Су        | «Піаніно»           |
| 2001 | Юн Та Хун    | «Янгол-охоронець»   |
| 2002 | Чо Ін Сон    | «Постріл по зіркам» |
| 2002 | Кім Чевон    | «Суперник»          |

### Нагорода за популярність (акторки)
| Рік  | Переможець  | Робота                                                                       |
| ---- | ----------- | ---------------------------------------------------------------------------- |
| 1996 | Кім Чі Хо   | «Серпнева наречена»                                                          |
| 1996 | Кім Вон Хі  | «Ім Ккок Чон», «Має бути прихільність між батьками і дітьми» (кор. 부자유친) |
| 1998 | Кім Нам Джу | «Підкорив моє серце»                                                         |
| 1998 | Кім Со Йон  | «Клініка Сунпхун», «Переможці», «Я кохаю тебе, я кохаю тебе»                 |
| 1999 | Чон Чі Хьон | «Щасливі разом»                                                              |
| 2000 | Чхе Рім     | «Оплески для жінок»                                                          |
| 2001 | Кім Ха Ниль | «Піаніно»                                                                    |
| 2001 | Пак Сон Йон | «Чудові дні»                                                                 |
| 2002 | Кім Мін Хі  | «Вік невинності»                                                             |
| 2002 | Со Ю Джін   | «Суперник»                                                                   |

### Нагорода Netizen за популярність
| Рік  | Переможець   | Робота                         |
| ---- | ------------ | ------------------------------ |
| 2004 | Кім Ре Вон   | «Історія кохання у Гарварді»   |
| 2004 | Кім Те Хі    | «Історія кохання у Гарварді»   |
| 2005 | Чо Ін Сон    | «Весняний день»                |
| 2005 | Кім Хьон Джу | «Земля»                        |
| 2006 | Лі Со Джін   | «Коханці»                      |
| 2006 | Пак Чін Хі   | «Будь ласка, повернись, Сун Е» |
| 2007 | Пак Сін Ян   | «Війна грошей»                 |
| 2007 | Лі Йо Вон    | «Хірург Пон Таль Хі»           |
| 2008 | Лі Чжун Кі   | «Ільджіме»                     |
| 2009 | Чан Гин Сок  | «Ти прекрасний!»               |
| 2010 | Хьон Бін     | «Таємний сад»                  |
| 2010 | Ха Чі Вон    | «Таємний сад»                  |
| 2011 | Лі Мін Хо    | «Міський мисливець»            |
| 2011 | Чхве Кан Хі  | «Врятувати боса»               |
| 2012 | Пак Ю Чхон   | «Принц з даху»                 |
| 2012 | Кім Ха Ниль  | «Гідність джентльмена»         |
| 2013 | Лі Мін Хо    | «Спадкоємці»                   |
| 2014 | Кім Су Хьон  | «Людина з зірки»               |
| 2015 | Кім Хьон Джу | «Я маю роман»                  |

### Найкраща драма SBS року за вибором Netizen
| Рік  | Переможець  |
| ---- | ----------- |
| 2023 | «Таксист 2» |

### Нагорода SBSi
| Рік  | Переможець   | Робота             |
| ---- | ------------ | ------------------ |
| 2000 | Чха Тхе Хьон | «Чоловік Джульєти» |
| 2000 | Кім Хі Сон   | «Помідор»          |
| 2001 | Лі Бьон Хон  | «Прекрасні дні»    |
| 2001 | Со Хє Кьо    | «Янгол-охоронець»  |
| 2002 | Кім Чевон    | «Романтика»        |
| 2002 | Кім Хьон Джу | «Скляні капці»     |
| 2003 | Квон Сан У   | «Сходи до небес»   |
| 2003 | Кім Хі Е     | «Ідеальне кохання» |

### Найкраща пара
| Рік  | Переможець                 | Робота                               |
| ---- | -------------------------- | ------------------------------------ |
| 2007 | Кім Пьон Се та Ха Ю Мі     | «Жінка мого чоловіка»                |
| 2007 | Лі Пом Су та Лі Йо Вон     | «Хірург Пон Таль Хі»                 |
| 2008 | Мун Чхе Вон та Мун Гин Йон | «Художник вітру»                     |
| 2009 | Лі Син Ґі та Хан Хьо Джу   | «Діамантовий спадок»                 |
| 2010 | Хьон Бін та Ха Чі Вон      | «Таємний сад»                        |
| 2010 | Чу Сан Ук та Хван Чон Им   | «Гігант»                             |
| 2010 | Лі Син Ґі та Сін Мін А     | «Моя дівчина — куміхо»               |
| 2011 | Чі Сон та Чхве Кан Хі      | «Врятувати боса»                     |
| 2012 | Кан Мін Чон та Юн Чін Ї    | «Гідність джентльмена»               |
| 2012 | Пак Ю Чхон та Хан Чі Мін   | «Принц з даху»                       |
| 2013 | Лі Мін Хо та Пак Сін Хє    | «Спадкоємці»                         |
| 2014 | Чо Ін Сон та Кон Хьо Джін  | «Це нормально, бо це кохання»        |
| 2014 | Чу Сан Ук та Хан Є Силь    | «Народження краси»                   |
| 2014 | Кім Су Хьон та Чон Чі Хьон | «Людина з зірки»                     |
| 2014 | Лі Чон Сок та Пак Сін Хє   | «Піноккіо»                           |
| 2015 | Чу Вон та Кім Те Хі        | «Йон Пхаль»                          |
| 2015 | Ю А Ін та Сін Се Кьон      | «Шість літаючих драконів»            |
| 2015 | Чі Чін Хі та Кім Хьон Джу  | «Я маю роман»                        |
| 2016 | Ю Йон Сок та Со Хьон Джін  | «Романтичний лікар, вчитель Кім»     |
| 2016 | Лі Джун Гі та Лі Чі Ин     | «Любителі місяця: Червоне серце Рьо» |
| 2016 | Лі Мін Хо та Чон Чі Хьон   | «Легенда про синє море»              |
| 2017 | Лі Чон Сок та Пе Сюзі      | «Доки ти спала»                      |
| 2018 | Кам У Сон та Кім Сон А     | «Чи варто нам цілуватися?»           |
| 2019 | Лі Син Ґі та Пе Сюзі       | «Вагабонд»                           |
| 2020 | Кім Мін Дже та Пак Ин Бін  | «Вам подобається Брамс?»             |
| 2021 | Ан Хьо Соп та Кім Ю Чон    | «Закохані багряних небес»            |
| 2022 | Ан Хьо Соп та Кім Се Джон  | «Ділова пропозиція»                  |
| 2022 | Кім Мін Ґю та Соль Ін А    | «Ділова пропозиція»                  |
| 2023 | Сон Кан та Кім Ю Чон       | «Мій коханий демон»                  |
| 2024 | Пак Сін Хє та Кім Джейон   | «Суддя з пекла»                      |

## Ситком
| Рік  | Категорія                                   | Переможець    | Робота                        |
| ---- | ------------------------------------------- | ------------- | ----------------------------- |
| 1998 | Нагорода за майстерність, актор у ситкомі   | Пак Йон Ґю    | «Клініка Сунпхун»             |
| 1998 | Найкращий новий актор у ситкомі             | Чхве Чхан Мін | «Як в мене справи»            |
| 1998 | Найкращий новий акторка у ситкомі           | Сон Хє Кьо    | «Як в мене справи»            |
| 1999 | Головний приз (Тесан) у ситкомі             | О Чі Мьон     | «Клініка Сунпхун»             |
| 2000 | Головний приз (Тесан) у ситкомі             | Пак Йон Ґю    | «Клініка Сунпхун»             |
| 2000 | Нагорода за майстерність, актор у ситкомі   | Лі Йон Бом    | «Кольбені»                    |
| 2000 | Нагорода за майстерність, акторка у ситкомі | Кім Чон Ин    | «Марш»                        |
| 2000 | Найкращий новий актор у ситкомі             | Чон Ин Чхан   | «Кольбені»                    |
| 2000 | Найкращий новий акторка у ситкомі           | Кім Хьо Джін  | «Кольбені»                    |
| 2000 | Нагорода за популярність у ситкомі          | Пхьо Ін Бон   | «Клініка Сунпхун»             |
| 2000 | Нагорода за популярність у ситкомі          | Ом Ен Ран     | «Марш»                        |
| 2002 | Нагорода за майстерність, актор у ситкомі   | Кім Пьон Се   | «Вдала сім'я» (кор. 대박가족) |
| 2002 | Нагорода за майстерність, актор у ситкомі   | Чхве Сон Ґук  | «Вдала сім'я» (кор. 대박가족) |
| 2002 | Нагорода за майстерність, акторка у ситкомі | Чо Мі Рьон    | «Вдала сім'я» (кор. 대박가족) |
| 2002 | Нагорода за майстерність, акторка у ситкомі | Лі Ю Джін     | «Дні дівчат у старшій школі»  |
| 2003 | Нагорода за майстерність, актор у ситкомі   | Пак Чун Ґю    | «Опґуджонський будинок»       |
| 2003 | Нагорода за майстерність, акторка у ситкомі | Хон Рі На     | «Щире життя»                  |
| 2004 | Нагорода за майстерність, актор у ситкомі   | Пек Юн Сік    | «Опґуджонський будинок»       |
| 2004 | Нагорода за майстерність, акторка у ситкомі | Пьон Чон Су   | «Ви не самотні»               |

## Вар'єте
| Рік  | Категорія                          | Переможець               | Робота                                         |
| ---- | ---------------------------------- | ------------------------ | ---------------------------------------------- |
| 1993 | Найкращий ведучий                  | Лім Бек Чхон             | «Змагання 20/40»                               |
| 1998 | Найкращий ведучий                  | Со Се Вон                | «Робимо кращим світ»                           |
| 1998 | Найкращий ведучий                  | Лі Со Ра                 | «Сьогоднішньо-вечірня розважальна TV-програма» |
| 2001 | Особлива нагорода для телеведучого | Хан Сон Ґьо              | «Добрий ранок»                                 |
| 2001 | Особлива нагорода для телеведучого | Чон Ин А                 | «Добрий ранок»                                 |
| 2001 | Особлива нагорода для телеведучого | Чан Чон Джін             | «Inkigayo»                                     |
| 2002 | Особлива нагорода для телеведучого | Лі Кьон Сіль, Сін То Йоп | Н/Д                                            |
| 2003 | Особлива нагорода для телеведучого | Кан Хо Дон               | «Прекрасна субота»                             |
| 2003 | Особлива нагорода для телеведучого | Кім Че Дон               | «Ясімманман»                                   |
| 2004 | Особлива нагорода для телеведучого | Ю Че Сок                 | Н/Д                                            |
| 2005 | Особлива нагорода для телеведучого | Кан Хо Дон               | «Ясімманман»                                   |

## Радіо
| Рік  | Категорія                                     | Переможець  | Робота                                   |
| ---- | --------------------------------------------- | ----------- | ---------------------------------------- |
| 2002 | Особлива нагорода у сфері радіо               | Пак Чхоль   |                                          |
| 2003 | Нагорода за високу майстерність у сфері радіо | Лі Сук Йон  | SBS Power FM                             |
| 2003 | Нагорода за майстерність у сфері радіо        | Кім Хак До  | «Шоу Вави»                               |
| 2003 | Нагорода за майстерність у сфері радіо        | Чон Йон Мі  | «Шоу Вави»                               |
| 2003 | Нагорода за майстерність у сфері радіо        | Пе Чхіль Су | «Шоу Вави»                               |
| 2004 | Особлива нагорода у сфері радіо               | Кім Хин Ґук | «Корейське спеціальне шоу» (SBS Love FM) |
| 2004 | Особлива нагорода у сфері радіо               | Пак Сі Сон  | «Корейське спеціальне шоу» (SBS Love FM) |
| 2004 | Особлива нагорода у сфері радіо               | Пак Со Хьон | «Ігри кохання» (SBS Power FM)            |
| 2005 | Особлива нагорода у сфері радіо               | Со Мін Джон | «Наші радісні дні юності»                |

## Нагорода за дружбу
| Рік  | Переможець    | Робота                        |
| ---- | ------------- | ----------------------------- |
| 1996 | Нам Пхо Дон   | «Братерська річка»            |
| 2000 | Сон Хьон Джу  | «Дочка злодія»                |
| 2001 | Кім Йон Хон   |                               |
| 2002 | Лі Кьон Хо    | «Голова спілки знаменитостей» |
| 2003 | Ра Че Ун      | «Голова відділу талантів SBS» |
| 2004 | Ок Син Іль    |                               |
| 2005 | Кім Тон Кюн   |                               |
| 2006 | Кім Мьон Джін |                               |
| 2007 | Ю Чон У       | «Злови Карла! О Су Чон»       |
| 2008 | То Кі Сок     | «Ільджіме»                    |

## Нагорода за досягнення
| Рік  | Переможець   | Робота                                                     |
| ---- | ------------ | ---------------------------------------------------------- |
| 1996 | Чан Мін Хо   | Н/Д                                                        |
| 1998 | О Чі Мьон    | «Клініка Сунпхун»                                          |
| 2000 | Лі Сун Дже   | «Я хочу, щоб я зміг надалі тебе бачити», «Осикове дерево»  |
| 2001 | Сін Ґу       | «Чому ми не можеми зупинити їх»                            |
| 2002 | Ім Тон Джін  | «Вдала сім'я»                                              |
| 2003 | Пак Вон Сук  | «Квест пані Кім на мільйон доларів», «Моя 19-річна сестра» |
| 2004 | Ім Хьон Сік  | «Маленька жінка»                                           |
| 2005 | Кім Му Сен   | Н/Д                                                        |
| 2006 | Лі Кьон Хо   | Н/Д                                                        |
| 2007 | Сін Ґу       | «Король та я»                                              |
| 2008 | Мун Йон Нам  | «Клуб перших дружин»                                       |
| 2009 | Пан Хьо Джон | «Діамантовий спадок»                                       |
| 2010 | Пак Кин Хьон | «Велика річ»                                               |
| 2011 | Кім Йон Ок   | «Врятувати боса»                                           |
| 2012 | Кім Ин Сук   | «Гідність джентльмена»                                     |
| 2013 | Кім Су Мі    | «Втілення грошей»                                          |
| 2014 | Кім Ча Ок    | Н/Д                                                        |
| 2015 | Лі Ток Хва   | «Моє серце тріпоче», «Гайд Джекіл та я»                    |
| 2016 | Ча Йон       | «Наша Кап Сун»                                             |
| 2021 | Кім Сун Ок   | «Пентхаус 1, 2 і 3»                                        |

## Інші нагороди
| Рік  | Категорія                                         | Переможець                                         | Робота                                          |
| ---- | ------------------------------------------------- | -------------------------------------------------- | ----------------------------------------------- |
| 1994 | Нагорода за високу майстерність, Найкращий співак | Кім Кон Мо                                         | «Виправдання»                                   |
| 1994 | Найкращий сценарист                               | Пак Чон Ран                                        | «Аромат кохання»                                |
| 1995 | Нагорода за популярність (співак/співачка)        | Roo'ra                                             | Н/Д                                             |
| 1998 | Найкращий сценарист                               | Хо Сук                                             | «Мамина дочка»                                  |
| 1998 | Особлива нагорода                                 | Команда драми «LA Аріран»                          | «LA Аріран»                                     |
| 2002 | Особлива нагорода для продюсера                   | Чан Хьон Іль                                       |                                                 |
| 2006 | Нагорода за досягнення у виробництві драм         | Лі Хо Йон (DSP Entertainment)                      | «Йон Кесомун», «Моя дівчина»                    |
| 2007 | Нагорода за досягнення у виробництві драм         | Сін Хьон Тхек (Samhwa Networks)                    |                                                 |
| 2008 | Нагорода за досягнення у виробництві драм         | Ко Те Хва                                          |                                                 |
| 2010 | Нагорода за людяну драму                          | Н/Д                                                | «Виразні сусіди»                                |
| 2010 | Нагорода за драму-першопрохідця                   | Н/Д                                                | «Лікар Чамп»                                    |
| 2010 | Найпопулярніша драма                              | Н/Д                                                | «Таємний сад»                                   |
| 2010 | Драма року                                        | Н/Д                                                | «Гігант»                                        |
| 2016 | Нагорода «Зірка корейської хвилі»                 | Лі Джун Гі                                         | «Любителі місяця: Червоне серце Рьо»            |
| 2017 | Драма року                                        | Н/Д                                                | «Невинний підсудний»                            |
| 2017 | Персонаж року                                     | Ом Кі Джун                                         | «Невинний підсудний»                            |
| 2018 | Найкращий серіал                                  | Н/Д                                                | «Куди злітаються зорі»                          |
| 2018 | Найкращий персонаж                                | Сін Сон Рок, Пон Тхе Ґю, Пак Кі Ун, Юн Чон Хун     | «Повернення»                                    |
| 2019 | Нагорода «Продукт корейської хвилі»               | Н/Д                                                | «Вагабонд»                                      |
| 2019 | Нагорода Wavve                                    | Н/Д                                                | «Запальний священник»                           |
| 2019 | Найкраща команда другорядних акторів              | Команда драми «Запальний священник»                | «Запальний священник»                           |
| 2019 | Нагорода за найкращого персонажа (актори)         | Чон Мун Сон                                        | «Хечхі»                                         |
| 2019 | Нагорода за найкращого персонажа (акторки)        | Пхьо Є Джін                                        | «VIP»                                           |
| 2020 | Найкраща команда другорядних акторів              | Команда драми «Міжсезонна ліга»                    | «Міжсезонна ліга»                               |
| 2020 | Нагорода за Найкращого персонажа (актори)         | О Чон Се                                           | «Міжсезонна ліга»                               |
| 2020 | Нагорода за Найкращого персонажа (акторки)        | Чхве Кан Хі                                        | «Хороший кастинг»                               |
| 2021 | Найкраща команда другорядних акторів              | Команда драма «Клуб бадмінтону»                    | «Клуб бадмінтону»                               |
| 2021 | Нагорода за найкращого персонажа (актори)         | Квак Сі Ян                                         | «Закохані багряних небес»                       |
| 2021 | Нагорода за найкращого персонажа (акторки)        | О На Ра                                            | «Клуб бадмінтону»                               |
| 2021 | Нагорода «Актори, які привернули увагу»           | Сім Со Йон                                         | «Таксист»                                       |
| 2022 | Нагорода за найкращу акторську гру                | Лі Чхон А                                          | «Адвокат за один долар»                         |
| 2022 | Нагорода за найкращу командну роботу              | Команда серіалу «Не падай духом»                   | «Не падай духом»                                |
| 2022 | Нагорода «Актори, які привернули увагу»           | Кім Ча Йон                                         | «Адвокат за один долар»                         |
| 2022 | Нагорода «Актори, які привернули увагу»           | Нам Мін Чон                                        | «Незаймана У Рі»                                |
| 2022 | Нагорода «Актори, які привернули увагу»           | Ім Чхоль Су                                        | «Сьогоднішній вебтун»                           |
| 2023 | Нагорода за найкращу акторську гру                | Чін Сон Ґю                                         | «Злий дух»                                      |
| 2023 | Команда року                                      | Команда серіалу «Романтичний лікар, вчитель Кім 3» | «Романтичний лікар, вчитель Кім 3»              |
| 2023 | Нагорода «Актори, які привернули увагу»           | Ко Сан Хо                                          | «Романтичний лікар, вчитель Кім 3», «Таксист 2» |
| 2023 | Нагорода «Актори, які привернули увагу»           | Пьон Чун Хі                                        | «Романтичний лікар, вчитель Кім 3», «Таксист 2» |
| 2024 | Нагорода за досягнення                            | Кім Йон'ок                                         | «Суддя з пекла»                                 |
| 2024 | Драма року                                        | «Зв'язок»                                          | «Зв'язок»                                       |
| 2024 | Нагорода за найкращу акторську гру                | Лі Ґюхан                                           | «Суддя з пекла»                                 |
| 2024 | Нагорода за найкращу акторську гру                | Хан Джеі                                           | «Хороший партнер»                               |
| 2024 | Нагорода за найкращу командну роботу              | Команда драма «Хороший партнер»                    | «Хороший партнер»                               |
| 2024 | Нагорода «Актори, які привернули увагу»           | Ко Ґюпхіль                                         | «Запальний священник 2»                         |
| 2024 | Нагорода «Актори, які привернули увагу»           | Ан Чханхван                                        | «Запальний священник 2»                         |

## Премія SBS «Зірки року» за 1992

### Співаки
| Категорія                        | Переможець   | Примітки |
| -------------------------------- | ------------ | -------- |
| Нагорода «Завдяки моїй дружині»  | Тхе Чін А    | [ 40 ]   |
| Нагорода «Красивий старший брат» | Хьон Чін Йон | [ 40 ]   |
| Нагорода «Найкраще бути коміком» | Чо Кап Ґьон  | [ 40 ]   |

### Актори
| Категорія                                      | Переможець    | Примітки |
| ---------------------------------------------- | ------------- | -------- |
| Нагорода за завзяту акторську гру              | Юн Йо Джон    | [ 40 ]   |
| Нагорода «Мамин хлопчик»                       | Лі Йон Бом    | [ 40 ]   |
| Нагорода «Пристрасний спів»                    | Ім Хьон Сік   | [ 40 ]   |
| Нагорода за привабливу акторську гру           | Лі Мі Йон     | [ 40 ]   |
| Найкраща сукня                                 | Чхе Мьон Ґіль | [ 40 ]   |
| Нагорода за акторську гру, що доводить до сліз | Ко Хьон Джон  | [ 40 ]   |
| Нагорода за дружбу                             | То Ким Бон    | [ 40 ]   |

### Коміки
| Категорія                         | Переможець                                               | Примітки |
| --------------------------------- | -------------------------------------------------------- | -------- |
| Нагарода за жаргонні/модні слова  | Чхве Ян Рак                                              | [ 40 ]   |
| Нагорода «Найкраще бути співаком» | Чхве Хьон Ман                                            | [ 40 ]   |
| Найкраща жіноча роль              | Со Се Вон                                                | [ 40 ]   |
| Найкращий новий комік             | Кім Кьон Тхе                                             | [ 40 ]   |
| Особлива нагорода                 | Мун Сон Ґин, Кім Син Ґю, Лі Сон У, Лі Чу Йон, Сон Сон Мо | [ 40 ]   |

## Ведучі
| №  | Рік  | Ведучий/Ведуча                                |
| -- | ---- | --------------------------------------------- |
| 1  | 1992 | Лі Кє Джін, Чхве Сон Ґю, Пак Чі Йон           |
| 2  | 1993 | Ім Пек Чхон, Лі Кє Джін, Лі Со Ра, Пак Чі Йон |
| 3  | 1994 | Лі Кє Джін, Лі Со Ра, Лі Йон Хьон             |
| 4  | 1995 | Чхве Сон Ґю, Чон Сон Ґьон, Кім Вон Хі         |
| 5  | 1996 | Чхве Сон Ґю, Хван Су Джон                     |
| 6  | 1998 | Кім Син Хьон, Лі Со Ра                        |
| 7  | 1999 | Ю Чон Хьон, Сон Юн А                          |
| 8  | 2000 | Ю Чон Хьон, Сон Юн А                          |
| 9  | 2001 | Ю Чон Хьон, Чон Чі Йон                        |
| 10 | 2002 | Ю Чон Хьон, Сон Юн А                          |
| 11 | 2003 | Ю Чон Хьон, Сон Юн А                          |
| 12 | 2004 | Пак Су Хон, Лі Хьорі                          |
| 13 | 2005 | Пак Сан Вон та Кім Хьон Джу                   |
| 14 | 2006 | Ю Чон Хьон, Лі Хун та Лі Да Хе                |
| 15 | 2007 | Кім Йон Ман, Ха Хі Ра та Ку Хє Сон            |
| 16 | 2008 | Рю Сі Вон та Хан Є Силь                       |
| 17 | 2009 | Чан Гин Сок, Мун Гин Йон та Пак Сон Йон       |
| 18 | 2010 | Лі Пом Су, Пак Чін Хі та Лі Су Ґьон           |
| 19 | 2011 | Чі Сон та Чхве Кан Хі                         |
| 20 | 2012 | Лі Дон Ук та Чон Рьо Вон                      |
| 21 | 2013 | Лі Хві Дже, Лі Бо Йон та Кім У Бін            |
| 22 | 2014 | Лі Хві Дже, Пак Сін Хє та Пак Со Джун         |
| 23 | 2015 | Лі Хві Дже, Лім Чі Йон та Ю Чун Сан           |
| 24 | 2016 | Лі Хві Дже, Чан Гин Сок та Пан Мін А          |
| 25 | 2017 | Сін Тон Йоп та Лі Бо Йон                      |
| 26 | 2018 | Сін Тон Йоп, Сін Хє Сон та Лі Че Хун          |
| 27 | 2019 | Сін Тон Йоп та Чан На Ра                      |
| 28 | 2020 | Сін Тон Йоп та Кім Ю Джон                     |
| 29 | 2021 | Сін Тон Йоп та Кім Ю Джон                     |
| 30 | 2022 | Сін Тон Йоп, Ан Хьо Соп та Кім Се Джон        |
| 31 | 2023 | Сін Тон Йоп та Кім Ю Чон                      |
| 32 | 2024 | Сін Тон Йоп, Кім Хє Юн та Кім Джійон          |

## Виноски
1. ↑  До 2021 року використовувалася в різних варіаціях назва «Продюсерська нагорода» (кор. 프로듀서상), а 2021 році було використано назву «Режисерська нагорода» (кор. 디렉터즈 어워드).
2. ↑  До 2007 року актор мав ім'я Чон Со Йон, проте в 2007 році змінив його на Чон Ин Чхан.
3. ↑  В оригіналі використано назву «예쁜 오빠상», де слово 오빠 може означити старший брат для дівчини (тобто слово вживається виключно жіночою статтю), а також може позначити слово-звертання, яким дівчата/жінки звертаються до своїх кумирів-співаків.
4. ↑  В оригіналі — кор. 열창상, але я так і незрозумів до чого ця нагорода для актора.
5. ↑  В оригіналі — кор. 감칠맛 상.